# Chronologie des faits économiques
 (mars 2025).

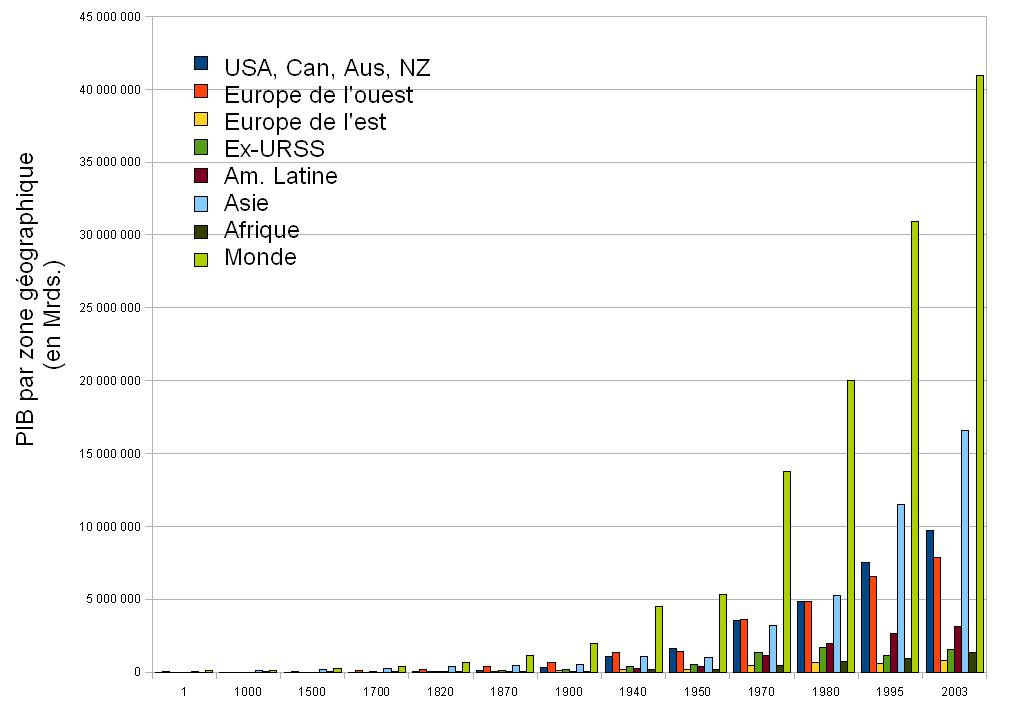
Évolution du PIB de l'an 1 à l'année 2003, basé sur les données d'Angus Maddison.

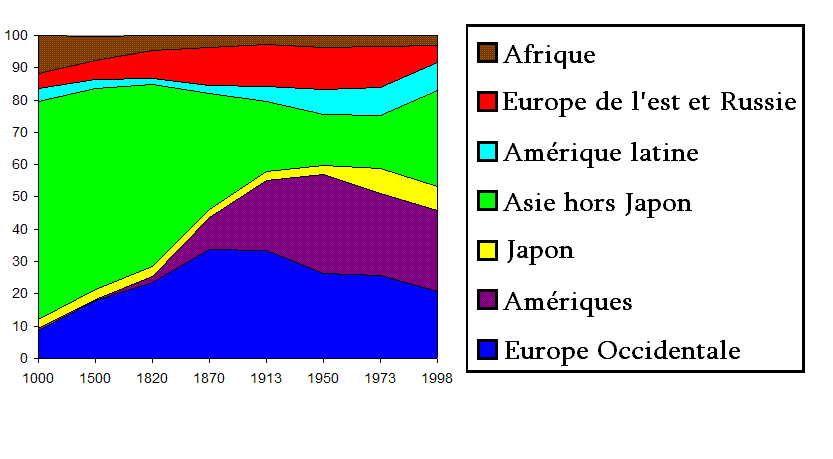
Représentation synthétique de l'évolution de la répartition du PIB mondial de l'an 1000 à l'an 1998.

Sont listés dans cette chronologie des faits économiques des évènements importants de l'histoire économique.

## IXesiècle

### 302
- L'empereur romain Dioclétien introduit le système de budget annuel.

### 345
- Le concile de Carthage dénonce les prêts avec intérêt.

## XIIesiècle

### 1170
- Premières participations de marchands italiens aux foires de Champagne (six foires annuelles) qui resteront le premier marché international d'Europe jusqu'au XIVe siècle.

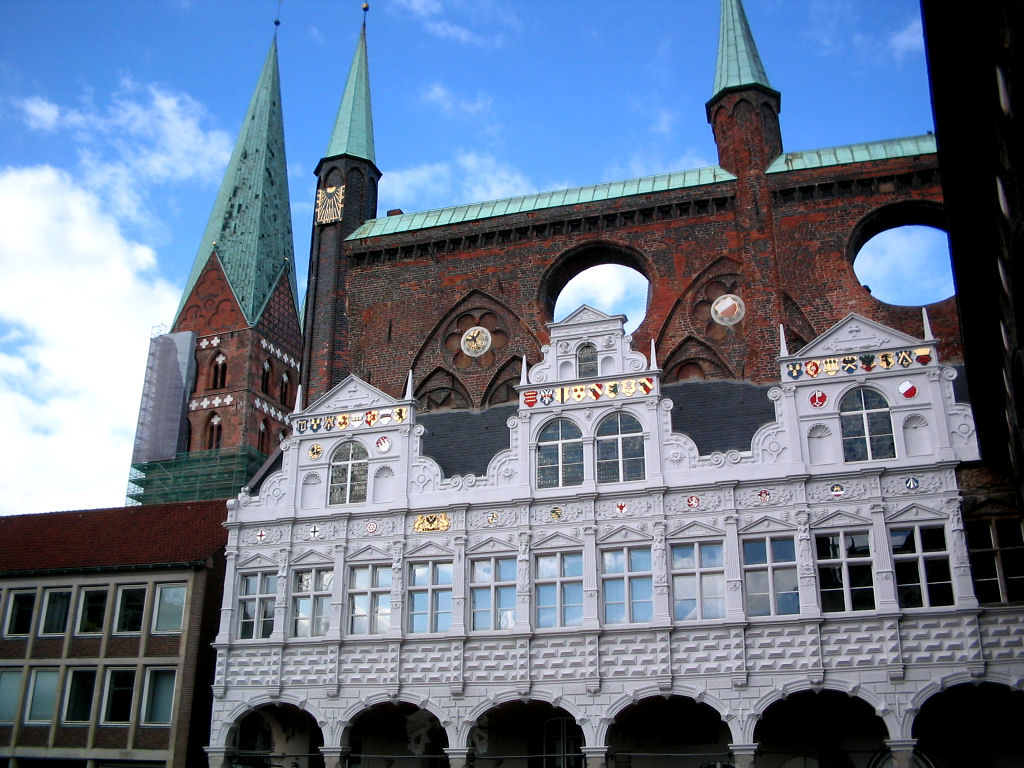
Hôtel de ville de Lübeck

## XIIIesiècle

### 1241
- Alliance entre Hambourg et Lübeck, à l'origine de la ligue hanséatique

### 1274
- le deuxième concile de Lyon prive de sépulture chrétienne ceux qui n'auraient pas réparé avant leur mort les torts causés par la perception d'un intérêt. (Le prêt à intérêt a fait l'objet d'un interdit moral très fort dans la chrétienté, de l'Empire romain jusqu'au XVIe siècle).

## XVesiècle

### 1454
- Impression de la première Bible de Gutenberg, commencée en 1450

### 1494
- Fra Luca dal Borgo (Luca Pacioli, 1445-1517) publie à Venise son traité sur la comptabilité dans lequel il expose le principe de la comptabilité en partie double.

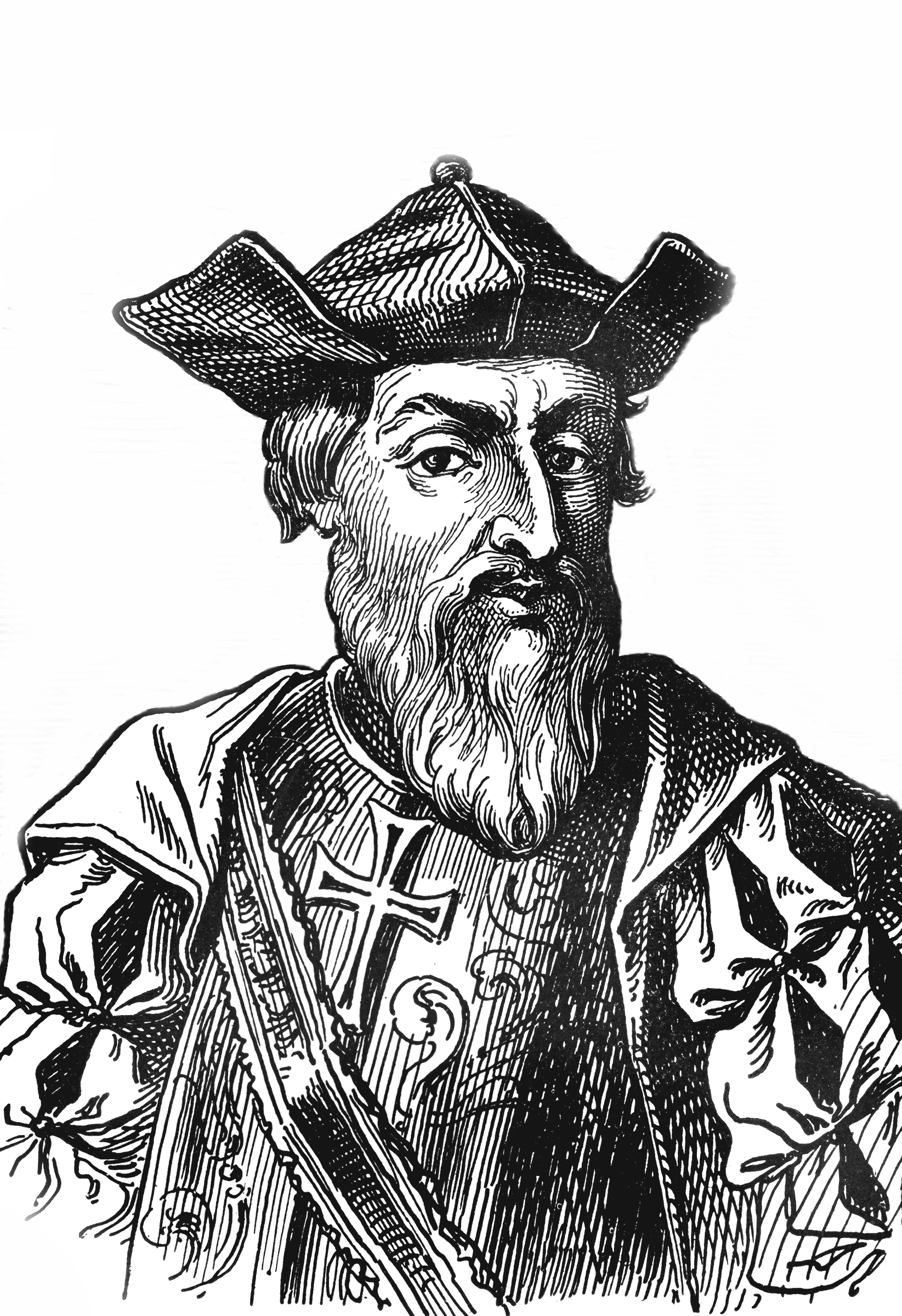
Vasco de Gama

### 1497
- Expédition du navigateur portugais Vasco de Gama, premier Européen à atteindre les côtes de l'Inde en passant par le cap de Bonne-Espérance.

## XVIesiècle

### 1503
- Fondation de la Casa de Contratación le 20 janvier 1503, organisme chargé de réglementer le trafic entre l'Espagne et les Indes espagnoles.

### 1513
- Nouvelle définition autorisée de l’usure, au concile de Latran: « Il faut entendre par usure le gain et le profit réclamés sans travail, sans dépenses, ou sans risque, pour l’usage d’une chose qui n’est pas productive. » (cette nouvelle définition autorise en fait le prêt à intérêt par des Chrétiens, revenant sur l'interdit affirmé par plusieurs précédents conciles).

## XVIIesiècle

### Années 1600

#### 1600
- 31 décembre : la reine Élisabeth Ire d'Angleterre accorde une charte royale conférant pour 15 ans le monopole du commerce dans l'océan Indien à la Compagnie anglaise des Indes orientales.

#### 1602
- Fondation de la Compagnie néerlandaise des Indes orientales.

### Années 1630

#### 1637
- Février : dans les Provinces-Unies (Hollande), éclatement de la bulle spéculative dite « tulipomanie ».

### Années 1660

#### 1664
- Fondation de la Compagnie française des Indes orientales.

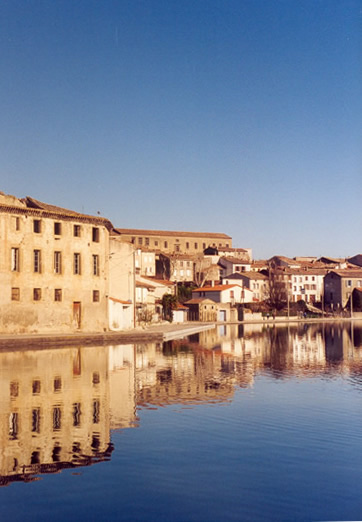
Le bassin du canal du Midi à Castelnaudary

#### 1666
- Construction, jusqu'en 1681, du canal du Midi, sous la supervision de Pierre-Paul Riquet, pour faciliter le commerce du blé.

### Années 1690

#### 1694
- 27 juillet : charte royale créant la Banque d'Angleterre.

#### 1698
- Invention de la pompe à feu par Thomas Savery, ancêtre de la machine à vapeur.

## XVIIIesiècle

### Années 1700

#### 1709
- Mise au point de la fonte au coke par Abraham Darby en Angleterre, qui révolutionnera au long terme la production métallurgique des métaux ferreux (fonte, acier).

### Années 1710

#### 1716
- 2 mai : John Law fonde la Banque générale à Paris.

### Années 1720

#### 1720

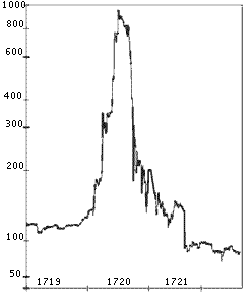
Cours de la Compagnie de la mer du Sud à l'origine du krach de 1720.

- Juillet :Krach de 1720 en Angleterre,.
- 17 juillet : scandale de Law, le système de Law s'effondre.

### Années 1730

#### 1733
- John Kay inventa la navette volante qui permet de tisser quatre fois plus vite et des tissus plus larges. C'est le début de la mécanisation de l'industrie du tissage qui débouchera sur l'essor des manufactures au début du XIXe siècle.

L'Anglais Cartwright invente, en 1780, le métier à tisser mécanique. Dès lors, un métier à tisser prendra le travail de quatre fileuses.

### Années 1760

#### 1769
- L'ingénieur écossais James Watt dépose un brevet relatif à l'amélioration des machines à vapeur ; début symbolique de la révolution industrielle. La première machine à vapeur fut inventée par Savery en 1698.

### Années 1790

#### 1791

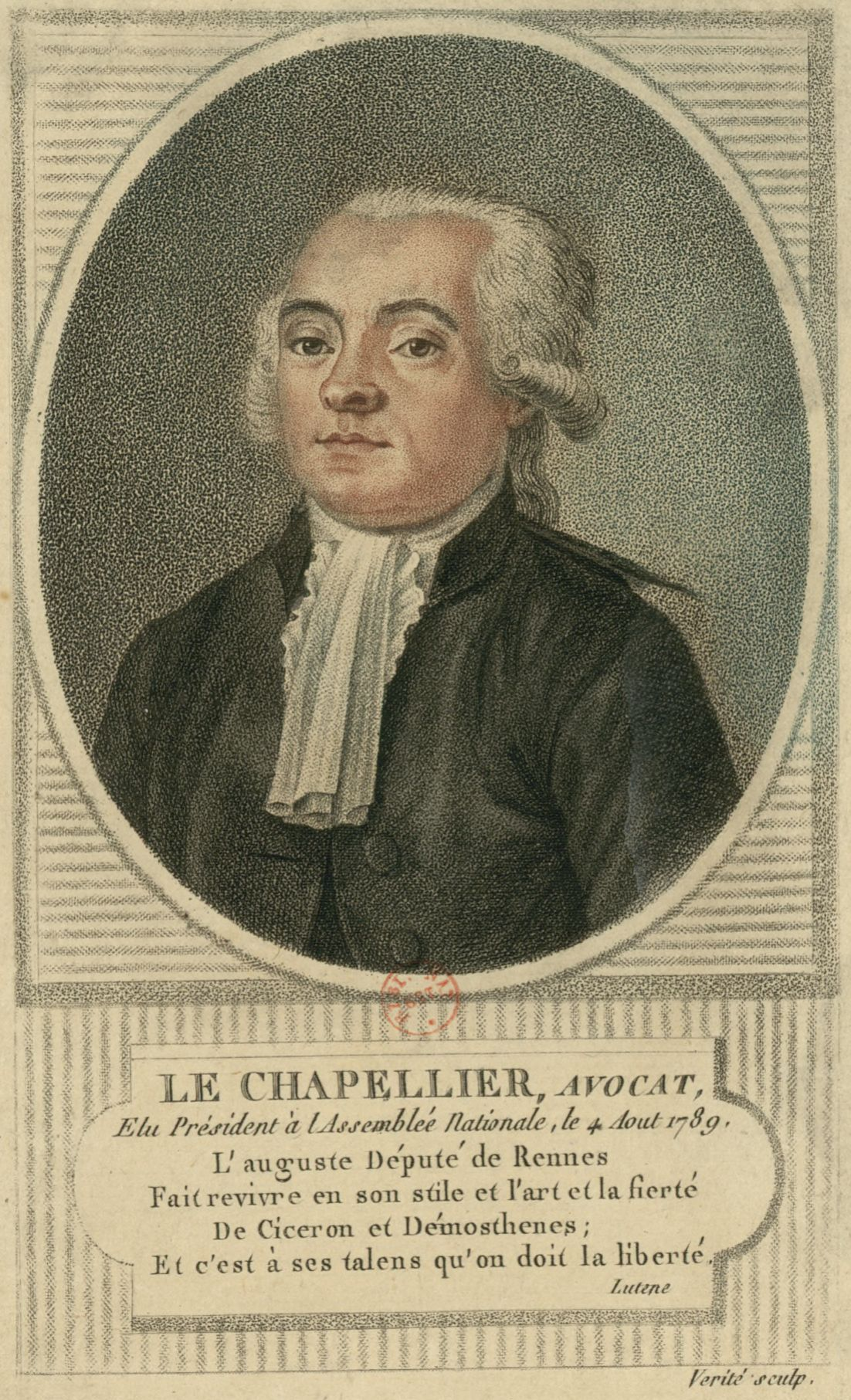
Isaac René le Chapelier

- juin : en France, promulgation de la Loi Le Chapelier, qui instaure la liberté d’entreprendre et qui proscrit les coalitions, en particulier les corporations, mais également les rassemblements paysans et ouvriers, ainsi que le compagnonnage. Elle eut pour effet, de fait, d'interdire les syndicats et les grèves.

#### 1798
- décembre : en Grande-Bretagne, introduction dans le budget par William Pitt le Jeune de l'impôt sur le revenu, qui restera en vigueur pendant l'essentiel des guerres napoléoniennes mais sera aboli en 1816 une fois la paix revenue.

#### 1799
- Première liquidation (cessation de paiements) du banquier Beer Léon Fould, (père d'Achille Fould), puis deuxième en 1810. Réhabilité en 1825 il fait partie de la Haute Banque. Balzac s'en est inspiré, pour construire le personnage du banquier Frédéric de Nucingen.

## XIXesiècle

### Années 1800

#### 1800
- 18 janvier : décret créant la Banque de France.

#### 1801
- Signature en Angleterre de l’Inclosure Consolidation Act qui généralise le mouvement des enclosures.

#### 1803
- 7 avril (17 germinal an XI) : création du franc Germinal.

#### 1806
- 21 novembre : décret de Napoléon instaurant le Blocus continental, politique qui visait à ruiner l'Angleterre, puissance manufacturière et commerciale, en fermant toute l'Europe à ses exportations.

#### 1807

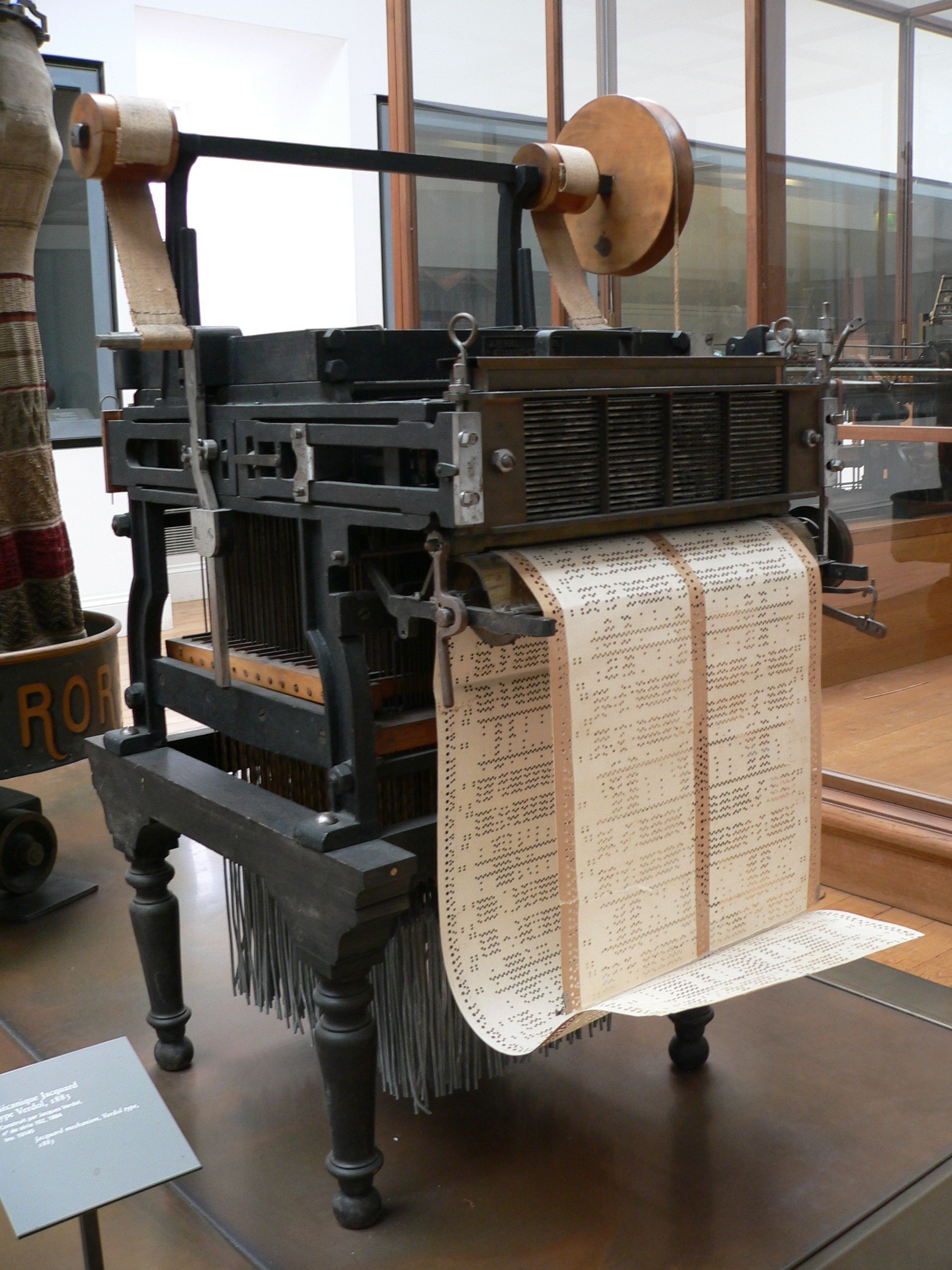
Un métier Jacquart

- 20 septembre : en France, promulgation du Code du commerce
- Joseph Marie Jacquard invente le métier à tisser dit métier Jacquard, associant plusieurs technologies. Cette invention permettra un développement économique à Lyon (France) mais engendrera du chômage. Cette évolution provoquera en 1831 la révolte des Canuts.

### Années 1810

#### 1811
- Révolte luddiste en Angleterre.

#### 1816
- 28 avril : création à Paris de la Caisse des dépôts et consignations.

#### 1818

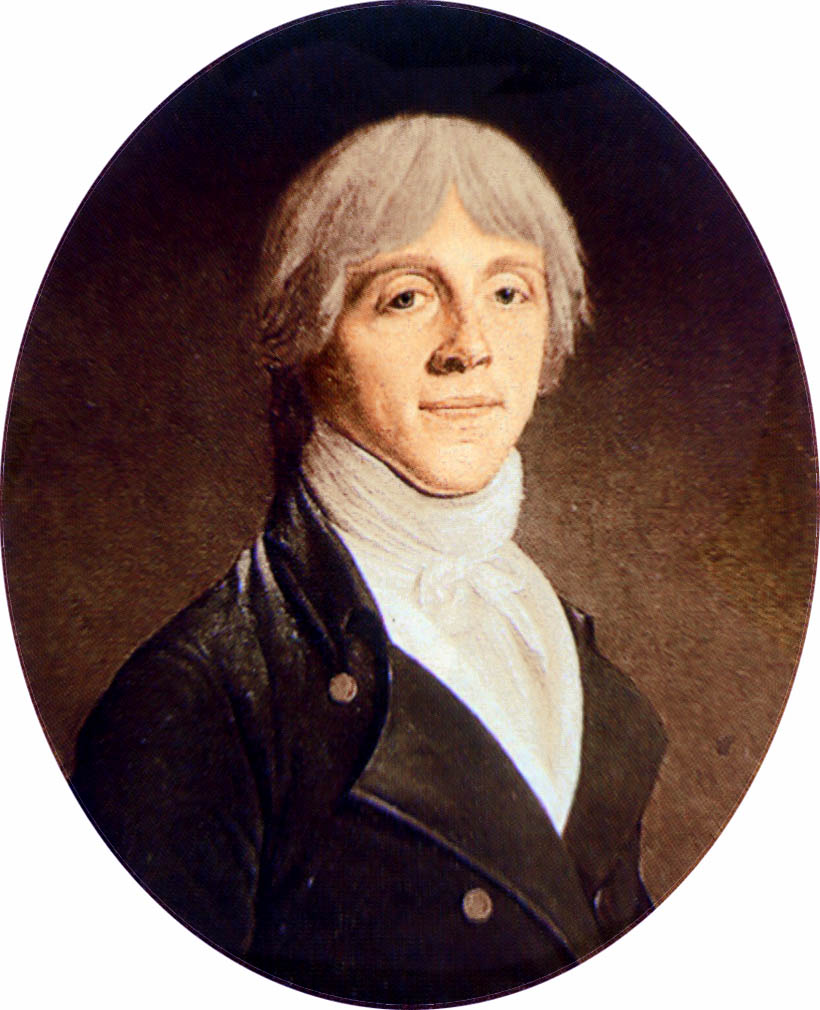
B. Delessert

- 29 juillet : fondation à Paris de la Caisse d'épargne et de prévoyance à l'initiative de Jacques Laffitte et Benjamin Delessert.

#### 1819
- 20 juin : arrivée à Liverpool du SS Savannah, parti de Savannah aux États-Unis le 22 mai, premier bateau à vapeur à traverser l'océan Atlantique
- Création de l'École supérieure de commerce de Paris par Jean-Baptiste Say.

### Années 1820

#### 1824
- 25 octobre : ouverture du magasin de mode La Belle Jardinière, à Paris, dans l'île de la Cité. Pierre Parisot, mercier, propose des vêtements de confection neufs à prix fixe, ce qui rompt avec les deux principes de la vente d'alors :
- * la négociation du prix
- * la vente à crédit.

#### 1825
- Pour la première fois dans l'Histoire, la valeur ajoutée industrielle d'un pays, le Royaume-Uni, dépasse celle de son agriculture.
- 24 septembre : en Grande-Bretagne, inauguration de la première voie ferrée, reliant Stockton à Darlington, desservie par la Locomotion de l'ingénieur George Stephenson.

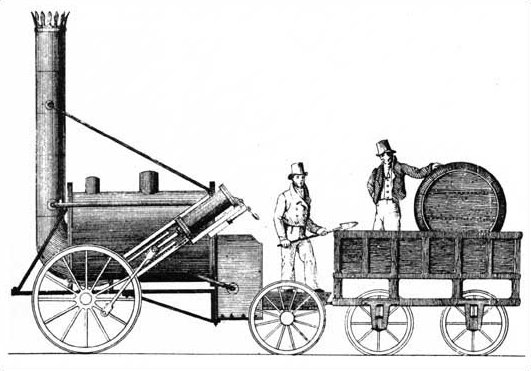
La Fusée, locomotive conçue par Stephenson et construite en 1829

### Années 1830

#### 1831
- 21 novembre : début de la première révolte des Canuts de Lyon, causée par le niveau des salaires.

#### 1834
- 1er janvier : entrée en vigueur du Zollverein, l'union douanière allemande.
- 9 avril : début de la deuxième révolte des Canuts de Lyon.

#### 1835
- 5 mai : en Belgique, inauguration de la ligne de chemin de fer Bruxelles-Malines.
- 5 juin : en France, loi relative aux Caisses d'épargne.
- 7 décembre : mise en service du premier chemin de fer allemand, reliant Nuremberg à Fürth.

### Années 1840

#### 1842

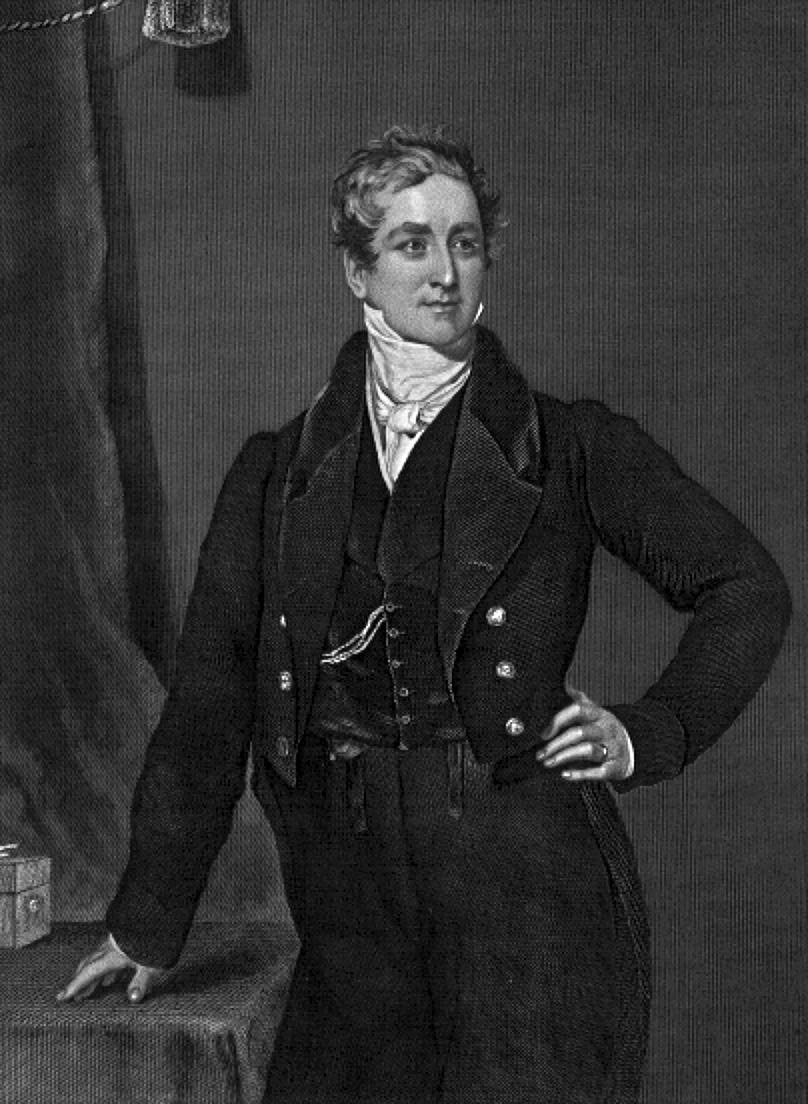
Robert Peel

- en Grande-Bretagne, réintroduction par Sir Robert Peel de l'impôt sur le revenu, créé à l'origine pour financer les guerres contre la France et supprimé en 1816.

#### 1843
- en fin d'année : en Grande-Bretagne, fondation à Rochdale près de Manchester, par des tisserands pauvres, de la Rochdale Equitable Pioneers Society, les « Pionniers de Rochdale », première société coopérative.

#### 1846
- En Grande-Bretagne, abrogation des Corn Laws, lois protectionnistes sur les céréales.
- En France, début de la crise économique due à de mauvaises récoltes qui aura une incidence directe sur la Révolution française de 1848.

#### 1848
- 24 janvier : découverte d'or près de Sacramento en Californie et début d'une ruée vers l'or

#### 1849
- Le Canadien Abraham Gesner invente un procédé de distillation du kérosène, première application industrielle du pétrole.
- 1er décembre : en Allemagne, Friedrich Wilhelm Raiffeisen crée la Société de secours aux agriculteurs impécunieux de Flammersfeld, première banque mutualiste.

### Années 1850

#### 1851
- 22 mai : annonce d'une découverte d'or en Australie et début de la ruée vers l'or australienne.
- 27 décembre : première liaison télégraphique opérationnelle par un câble sous-marin entre Calais et Douvres.
- Exposition universelle de Londres.

#### 1852
- Fondation de la banque d'affaires Crédit mobilier par les frères Pereire, avec le soutien de Napoléon III.

#### 1853

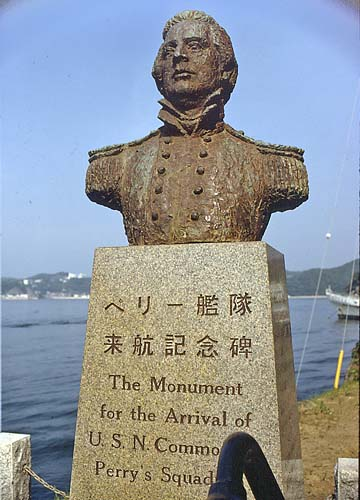
Monument commémorant l'arrivée de Perry à Shimoda

- 8 juillet : arrivée en baie de Tokyo (alors Edo) d'une expédition navale américaine, commandée par le Commodore Perry, exigeant l'ouverture du Japon au commerce avec les États-Unis.

#### 1854
- 31 mars : signature de la convention de Kanagawa, au cours de la deuxième expédition Perry, par laquelle le Japon ouvre deux ports au commerce avec les États-Unis et met fin à deux siècles d'isolement.
- En France, Henri Sainte-Claire Deville met au point le premier procédé de production industrielle d'aluminium. Son procédé est chimique et est encore peu efficace. Il démarre la première production en 1857. Mais jusqu'à l'invention du procédé électrolytique en 1886, l'aluminium restera un métal précieux.

#### 1855

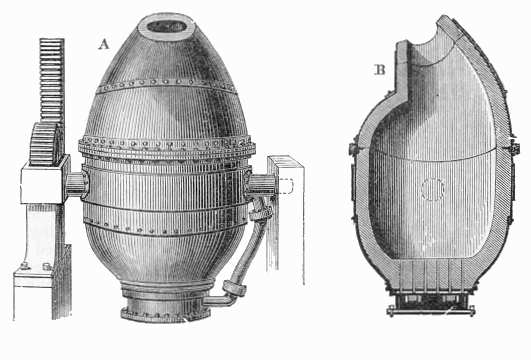
Convertisseur Bessemer

- En France, fondation à l'initiative des frères Péreire de la Compagnie générale maritime, qui deviendra en 1861 Compagnie générale transatlantique.

#### 1856
- L'Anglais Henry Bessemer invente le convertisseur Bessemer, qui permet la fabrication d'acier à bas prix
- Le chimiste anglais Sir William Henry Perkin invente le colorant de synthèse.

#### 1857
- 23 mars : première installation d'un ascenseur avec frein de sûreté dans un lieu public, un magasin sur Broadway à New York, par l'inventeur américain Elisha Otis.

#### 1858
- 15 décembre : Ferdinand de Lesseps crée la Compagnie universelle du canal maritime de Suez.

#### 1859

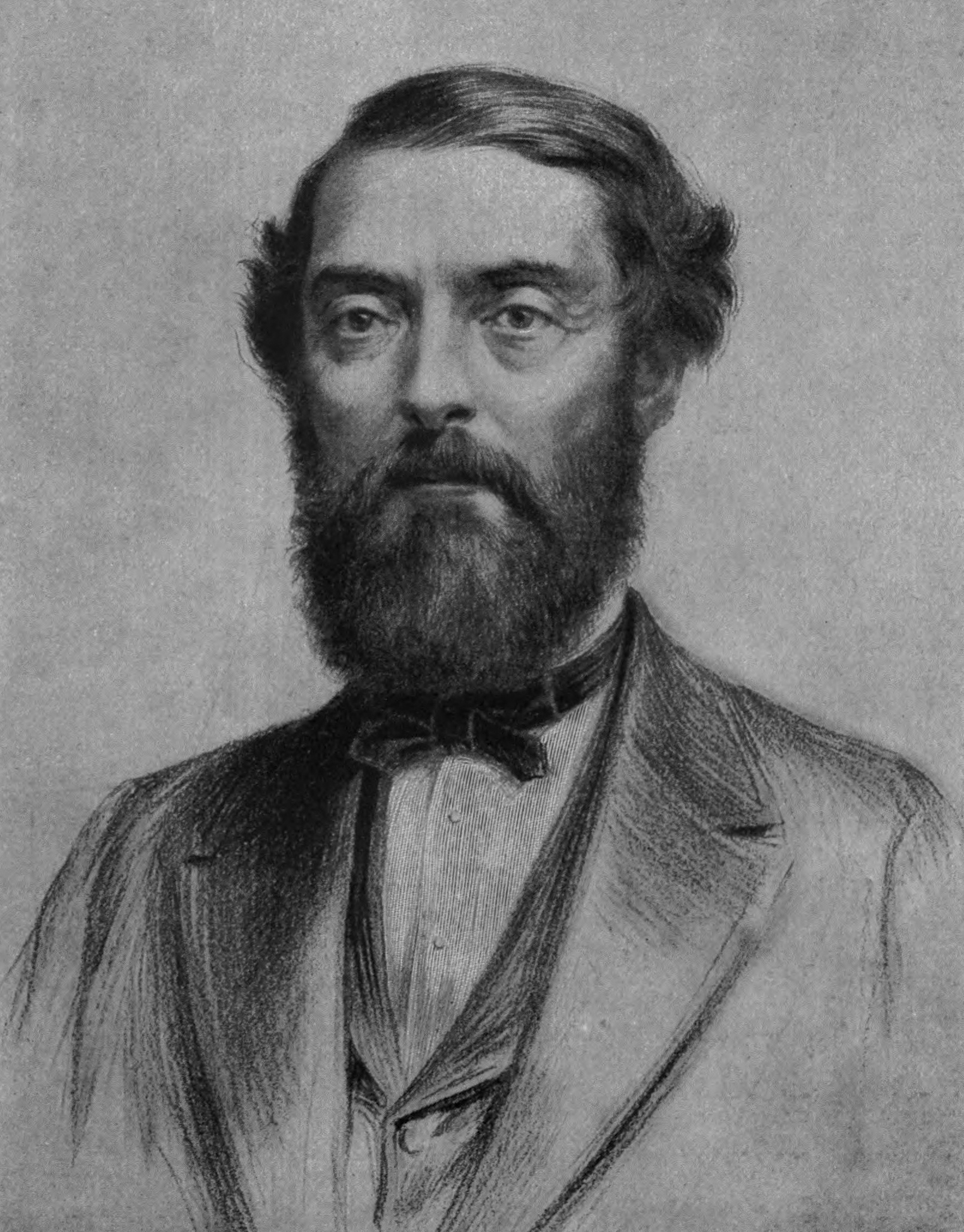
Edwin Drake

- 7 mai : fondation par décret impérial de la première banque de dépôt « moderne » française, la Société générale de crédit industriel et commercial (CIC).
- 29 août : découverte de pétrole en Pennsylvanie par Edwin Drake.
- Étienne Lenoir construit le premier moteur à combustion interne.

### Années 1860

#### 1860
- 23 janvier : traité de libre-échange entre la France et la Grande-Bretagne dit traité Cobden-Chevalier.

#### 1861

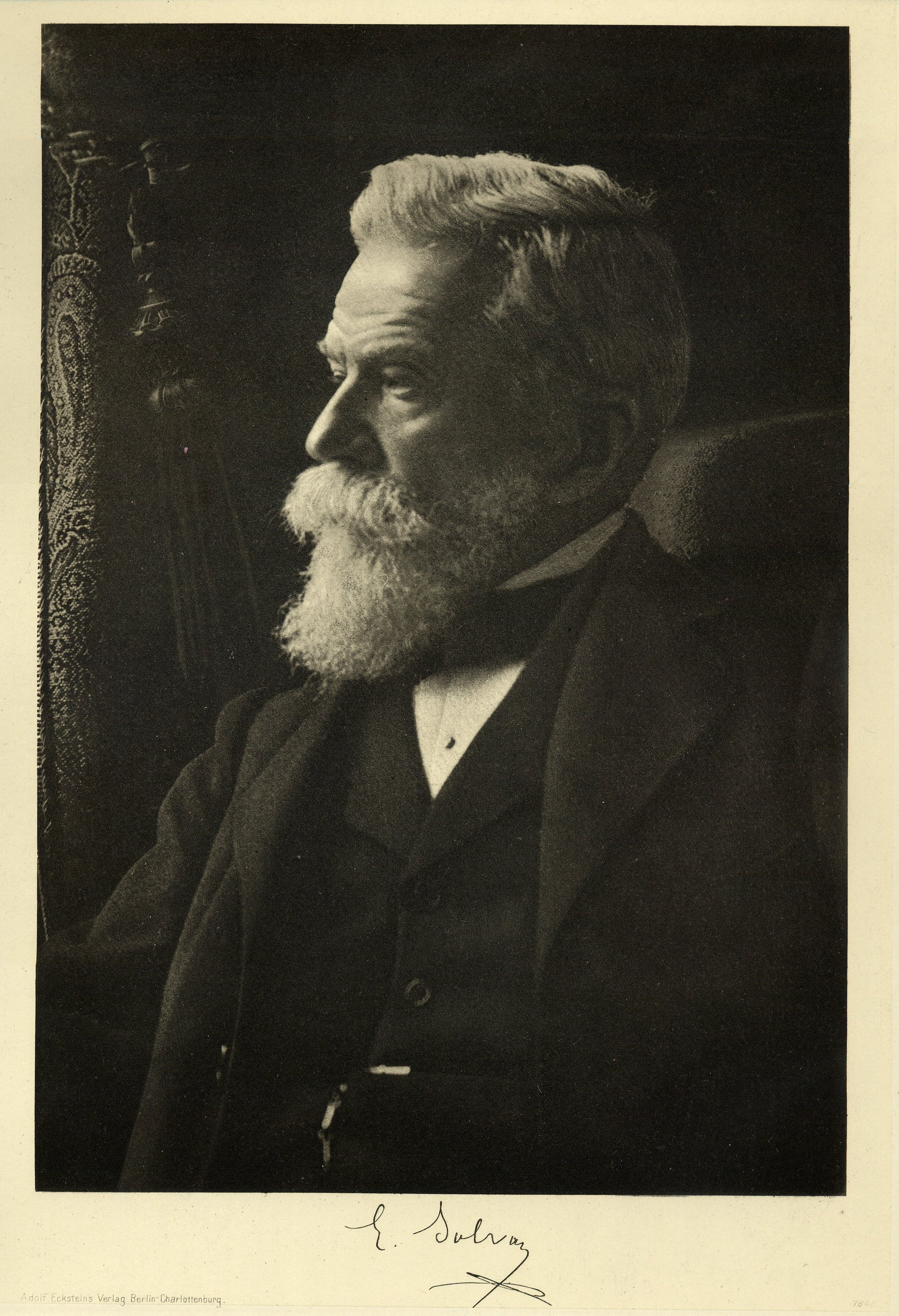
E. Solvay

- 3 mars : abolition du servage en Russie
- juillet : introduction de l'impôt sur le revenu aux États-Unis (3 % sur les revenus annuels supérieurs à 600 dollars). Un tel impôt existe depuis 1842 en Grande-Bretagne.
- en Belgique, Ernest Solvay fait breveter le procédé de fabrication de la soude, qu'il exploitera industriellement lui-même à partir de 1863

#### 1862
- 20 mai : aux États-Unis, promulgation du Homestead Act qui concède gratuitement 160 acres (64,7 hectares) à tout fermier les ayant cultivées au moins cinq ans. Cette loi jouera un rôle majeur dans la conquête de l'Ouest.

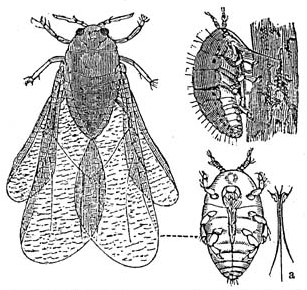
Phylloxéra (Dactylosphaera vitifoliae)

#### 1863
- 1er janvier : émancipation des esclaves aux États-Unis.
- 6 juillet : Henri Germain crée à Lyon le Crédit lyonnais, pour mettre en pratique sa maxime : « Monsieur Tout-le-monde est plus riche que Monsieur de Rothschild ».
- le phylloxéra, un puceron importé d'Amérique et aux larves gourmandes, est identifié dans le Gard.

#### 1864
- février : en France, création du Comité des forges
- 4 mai : en France, création de la Société générale, à la fois banque de dépôt et - jusqu'à la crise conjoncturelle de 1882 - banque d'investissement.
- 25 mai : en France, la loi Ollivier supprime le délit de coalition introduit par la loi Le Chapelier de 1791 et instaure le droit de grève.

#### 1865
- La valeur ajoutée industrielle de la Prusse dépasse celle de son agriculture.
- Création de la Hongkong and Shanghai Banking Corporation.
- Création, au Chicago Board of Trade, des premiers contrats "futures", contrats à terme standardisés, portant sur des céréales.
- À Ludwigshafen, création de la Badische Anilin und Soda-Fabrik AG (BASF), fabricant de colorants de synthèse.
- 23 décembre : la Belgique, la France, l'Italie et la Suisse signent une convention d'union monétaire : l'Union latine. Les monnaies de chaque pays de l'Union ont chacune le même poids d'or tout en gardant leur nom (franc belge, franc français, lire italienne et franc suisse) et leur individualité.

#### 1867
- 22 juillet : en France, loi abolissant la contrainte par corps civile et commerciale.
- 24 juillet : en France, loi sur les sociétés par actions, qui sera appliquée avec peu de changements pendant un siècle.
- 20 septembre : à Paris, faillite du Crédit Mobilier des frères Péreire, banque d'affaires fondée en 1852 - date exacte à vérifier
- Mise au point de la dynamite par Alfred Nobel

#### 1868
- Fin de la guerre civile au Japon et début de la modernisation économique du pays sous l'ère Meiji.

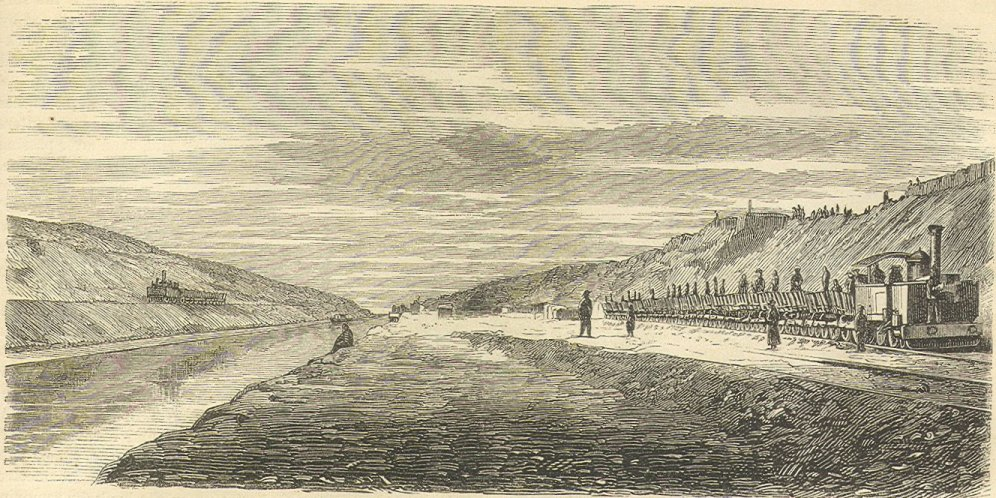
La construction du canal de Suez

#### 1869
- La valeur ajoutée industrielle de États-Unis dépasse celle de son agriculture.
- 10 mai : aux États-Unis, achèvement du premier chemin de fer transcontinental.
- 15 juillet : un pharmacien français, Hippolyte Mège-Mouriès, dépose le brevet de la margarine.
- 17 novembre : inauguration du canal de Suez.
- 24 septembre : spectaculaire effondrement du marché de l'or à New York (surnommé Black friday en anglais, « vendredi noir ») à la suite d'un corner raté.

### Années 1870

#### 1870
- Fondation à Berlin de la Deutsche Bank.

#### 1871
- création du yen, la monnaie japonaise.

#### 1872
- 27 janvier : fondation à Paris de la banque d'affaires Banque de Paris et des Pays-Bas.

#### 1873
- 9 mai : Krach le de la bourse de Vienne en Autriche. La chute des cours se transmet en Allemagne et aux États-Unis. Début de la période dite de la « grande stagnation » de l'économie mondiale entre 1873 et 1896.

#### 1875
- La valeur ajoutée industrielle dans l'économie française dépasse celle de son agriculture.
- La Reichsbank voit le jour.

#### 1876

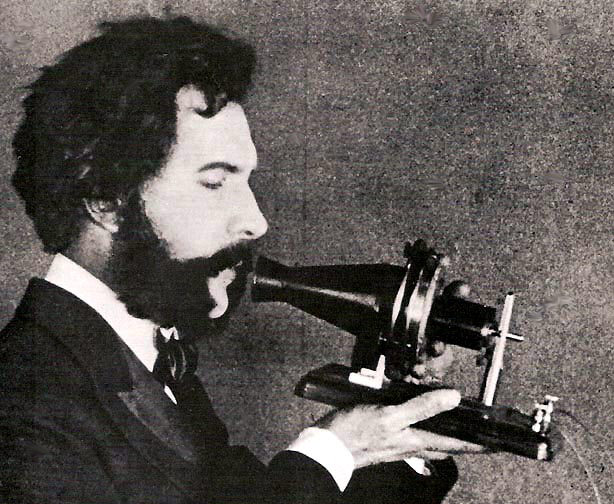
Alexander Graham Bell avec son téléphone en 1876 (acteur, 1926).

- 1er janvier : entrée en vigueur de l'unification monétaire de l'Empire allemand et naissance de la Reichsbank.
- 14 février : Alexandre Graham Bell dépose son premier brevet concernant le téléphone, dont l'exploitation commerciale commencera dès l'année suivante.
- Les ravages causés en France par le phylloxera sont tels qu'il n'y a plus qu'un seul remède : tout arracher et replanter en greffant les plants français sur des ceps américains naturellement résistants à ce puceron, puisqu'originaires de la même région du monde.

#### 1877
- Sidney Gilchrist Thomas et son cousin Percy Carlyle Gilchrist perfectionnent le convertisseur Bessemer. Il est désormais possible de convertir des fontes phosphoreuses. Cette invention permet le démarrage de la sidérurgie en Lorraine et en Allemagne. L'Angleterre perd son avantage dans la production massive de l'acier.

#### 1878

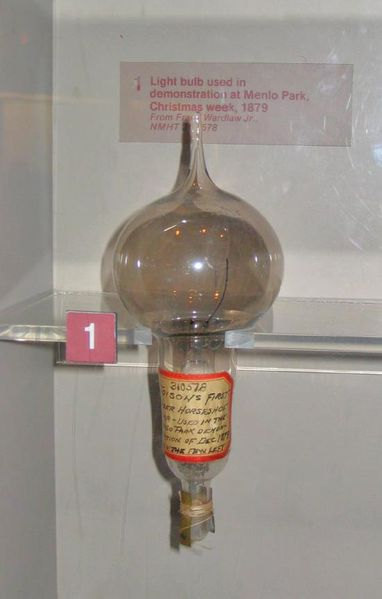
Une des lampes à incandescence de Edison

- Invention de la lampe à incandescence par Thomas Edison.
- Eugène Bontoux, banquier catholique et légitimiste qui vient d'être licencié de la banque Rothschild, proclame son intention d'élever, face aux établissements financiers d'origine juive, une société rivale qui serait constituée de capitaux catholiques et fonde l'Union générale.

#### 1879
- 12 juillet : en Allemagne, adoption par le Reichstag d'un tarif douanier protectionniste présenté par le chancelier Otto von Bismarck, qui déclenche un vaste mouvement de retour au protectionnisme dans toute l'Europe.
- 17 juillet : en France, adoption de la loi sur l'extension du réseau ferroviaire, connue sous le nom de Plan Freycinet, visant à créer 17 000 km de lignes d'« intérêt général ».

### Années 1880

#### 1880
- 20 octobre : constitution à Paris de la Compagnie universelle du canal interocéanique de Panama en vue du percement du canal de Panama.

#### 1881
- création à Paris de l'École des hautes études commerciales (HEC).

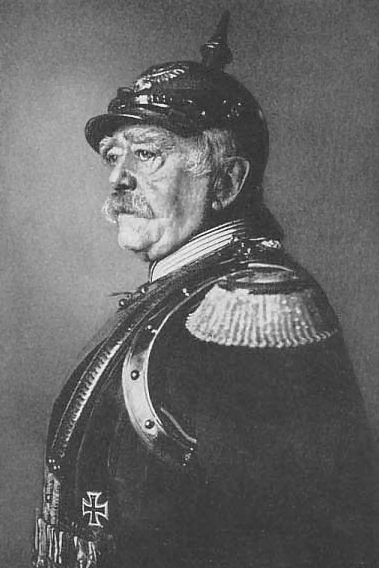
L'improbable père, en 1883, de l'État-providence : Otto von Bismarck

#### 1882
- 30 janvier : en France, krach de l'Union générale fondée en 1878 (cf supra), qui inspirera à Émile Zola L'Argent.

#### 1883
- 15 juin : en Allemagne, adoption par le Reichstag de la loi sur l'assurance maladie (Krankenversicherung).

#### 1884
- 21 mars : en France, loi Waldeck-Rousseau légalisant les syndicats.

#### 1886
- 1er mai : Des émeutes syndicales à Chicago font de nombreux morts (origine de la fête du travail).
- Premier véhicule à essence par Benz.
- Le Français Paul Héroult et l'Américain Charles Martin Hall mettent au point simultanément et de façon indépendante la production électrolytique de l'aluminium. La production industrielle de ce qui deviendra le métal non ferreux le plus utilisé démarre très rapidement en Europe et en Amérique du Nord.

#### 1889

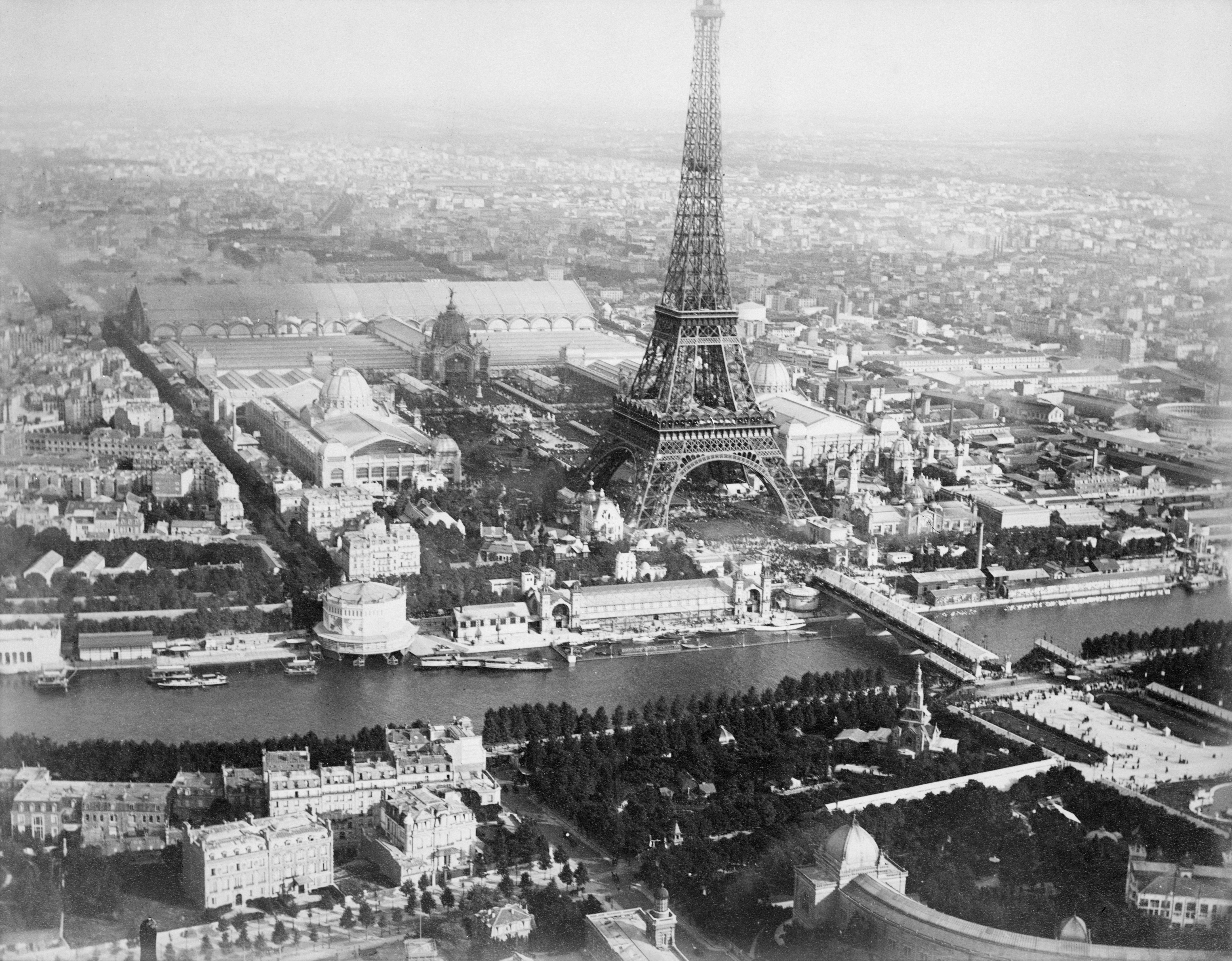
La tour Eiffel en 1889

- 4 février : liquidation de la Compagnie universelle du Canal interocéanique de Panama. Voir : Scandale de Panama.
- 5 mai-31 octobre : Exposition universelle de Paris, dont la tour Eiffel est le porche d'entrée.

### Années 1890

#### 1891
- En Prusse, importante réforme fiscale, qui comporte notamment l'introduction d'un impôt sur le revenu progressif et d'un impôt sur la fortune.

#### 1892
- 11 janvier : en France, adoption du tarif protectionniste Méline.
- 15 mars : le premier escalier roulant mécanique est breveté à New York par son inventeur, l'Américain Jesse W.Reno.

#### 1894
- 12 mars : la firme Coca-Cola met en vente ses premières bouteilles de boisson gazeuse sur le marché américain.
- 30 novembre : en France, loi Siegfried sur les habitations à bon marché (HBM).

#### 1895

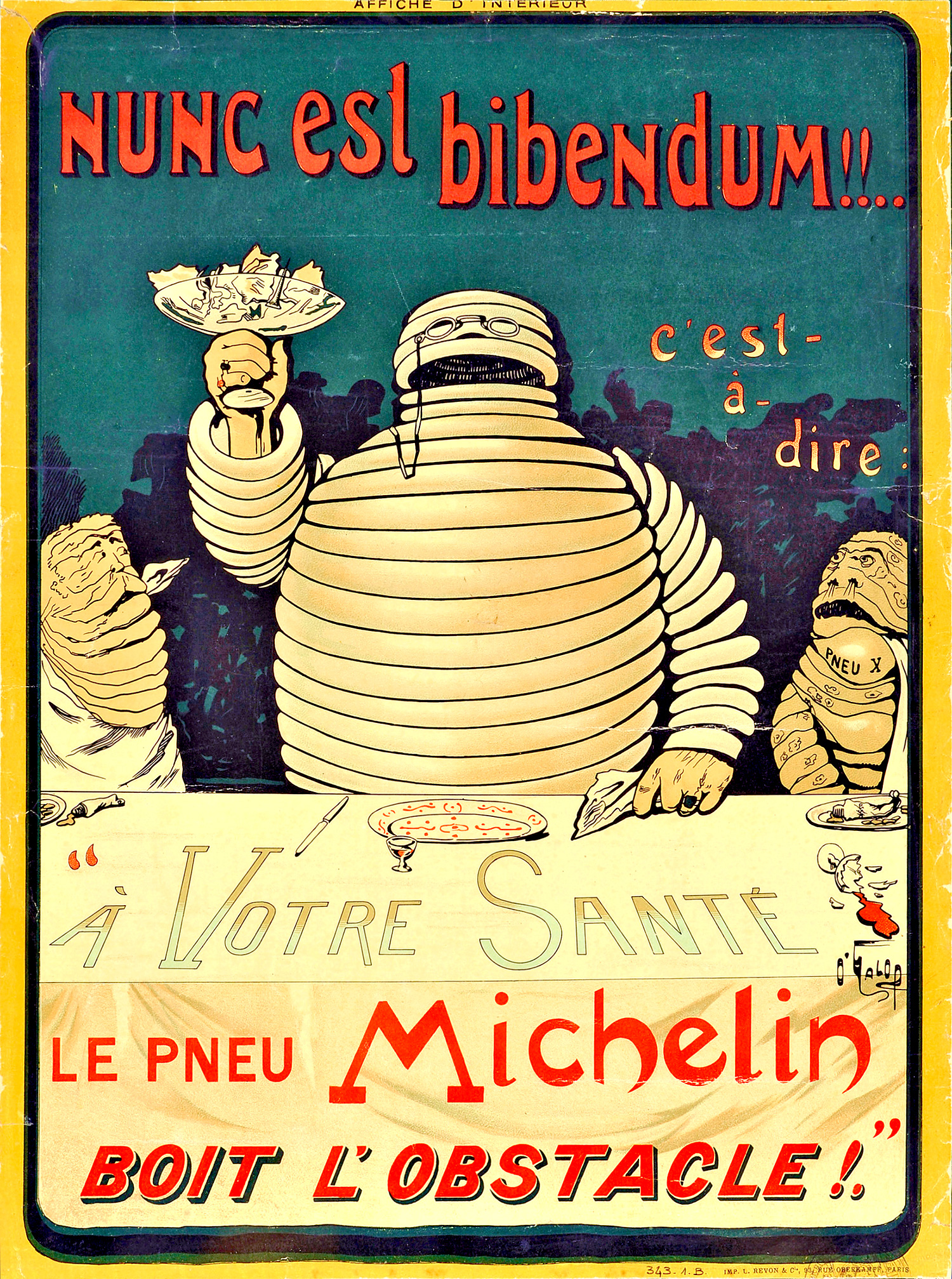
Trois ans après l'invention d'Édouard Michelin, ce dernier et son frère André inventent le personnage publicitaire Bibendum.

- En France, invention par Édouard Michelin du pneumatique gonflable, qui sera commercialisé dès 1898.

#### 1896
- 26 mai : première publication de l'indice boursier Dow Jones Industrial Average, invention du journaliste Charles Dow, propriétaire du Wall Street Journal.
- Fin de la période de stagnation de l'économie mondiale commencée en 1873 et redémarrage de la croissance.

#### 1897
- Au début de l'année, Rudolf Diesel construit le premier prototype du moteur à allumage par compression qui porte son nom.
- 17 juillet : ruée vers l'or du Klondike (article complet : Ruée vers l'or du Klondike) au Canada.

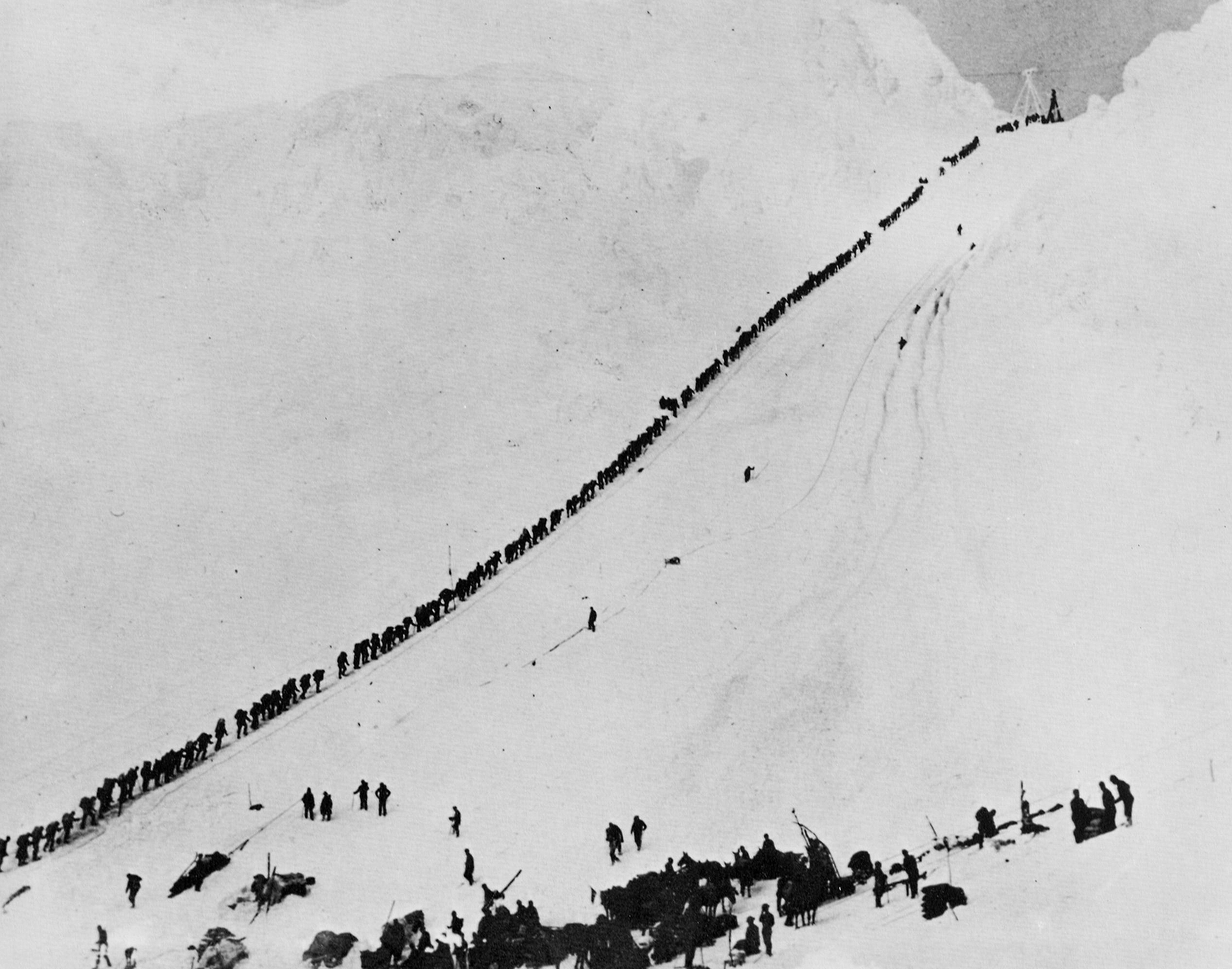
Le passage de la célèbre Chilkoot pass pendant la ruée vers l'or du Klondike

#### 1898
- 9 avril : loi organisant les chambres de commerce en France
- 15 juin : ouverture aux Tuileries du premier « Salon de l'Auto », sous le nom d'Exposition internationale d'automobiles.

- Création en France de la première assurance sociale : l'assurance sur les accidents du travail

#### 1899

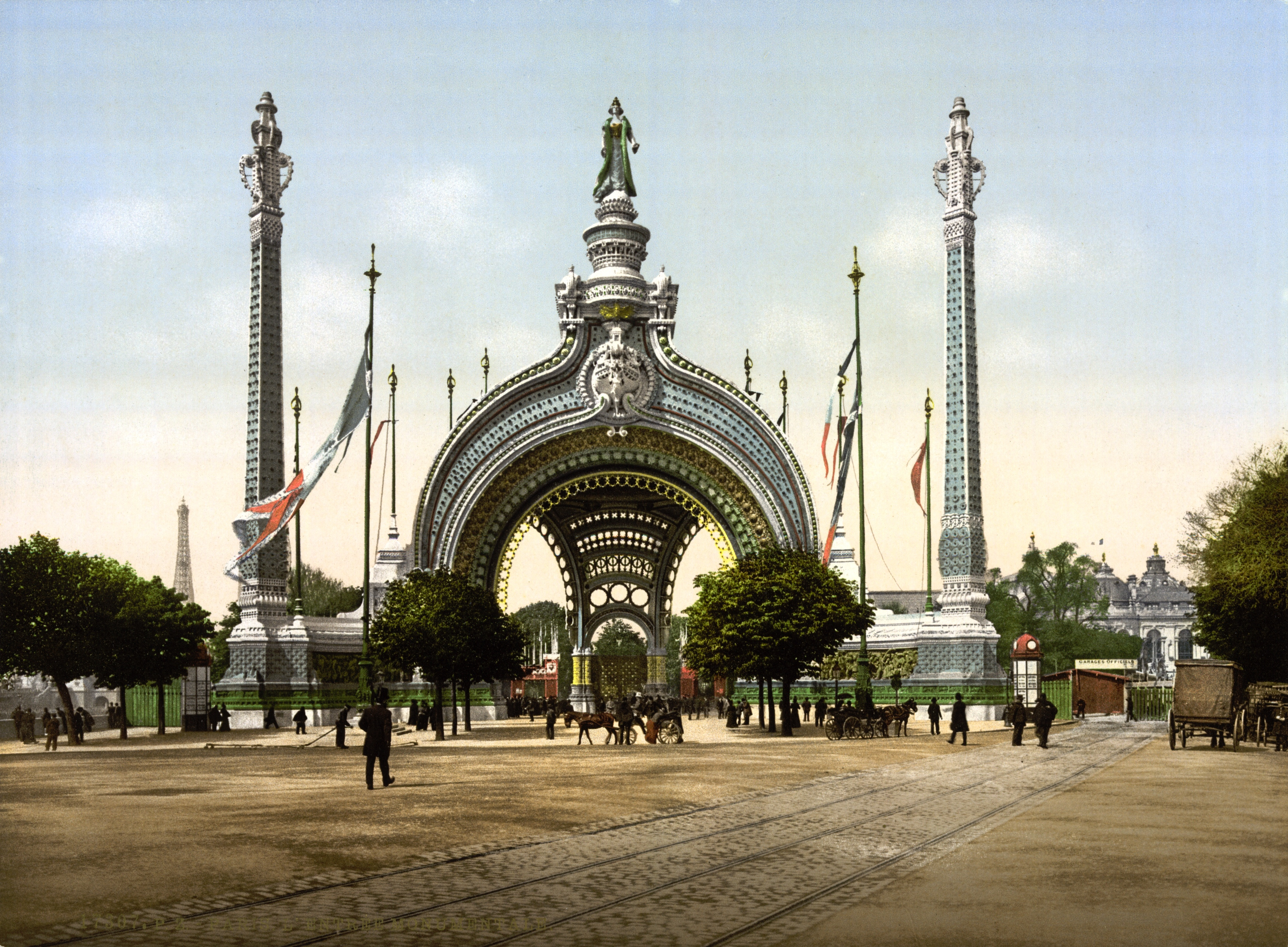
Exposition universelle de 1900

## XXesiècle

### Années 1900

#### 1900
- 14 avril : Inauguration de l'Exposition universelle de Paris. En 212 jours, elle accueillera plus de 50 millions de visiteurs et fermera le 12 novembre.

#### 1908
- 27 septembre : à Détroit construction de la première Ford T qui sera produite jusqu'en 1928.

### Années 1910

#### 1913
- Fabrication à Chicago du Domelre, premier réfrigérateur domestique fonctionnel.
- 23 décembre : création de la banque centrale américaine, la Réserve fédérale des États-Unis.

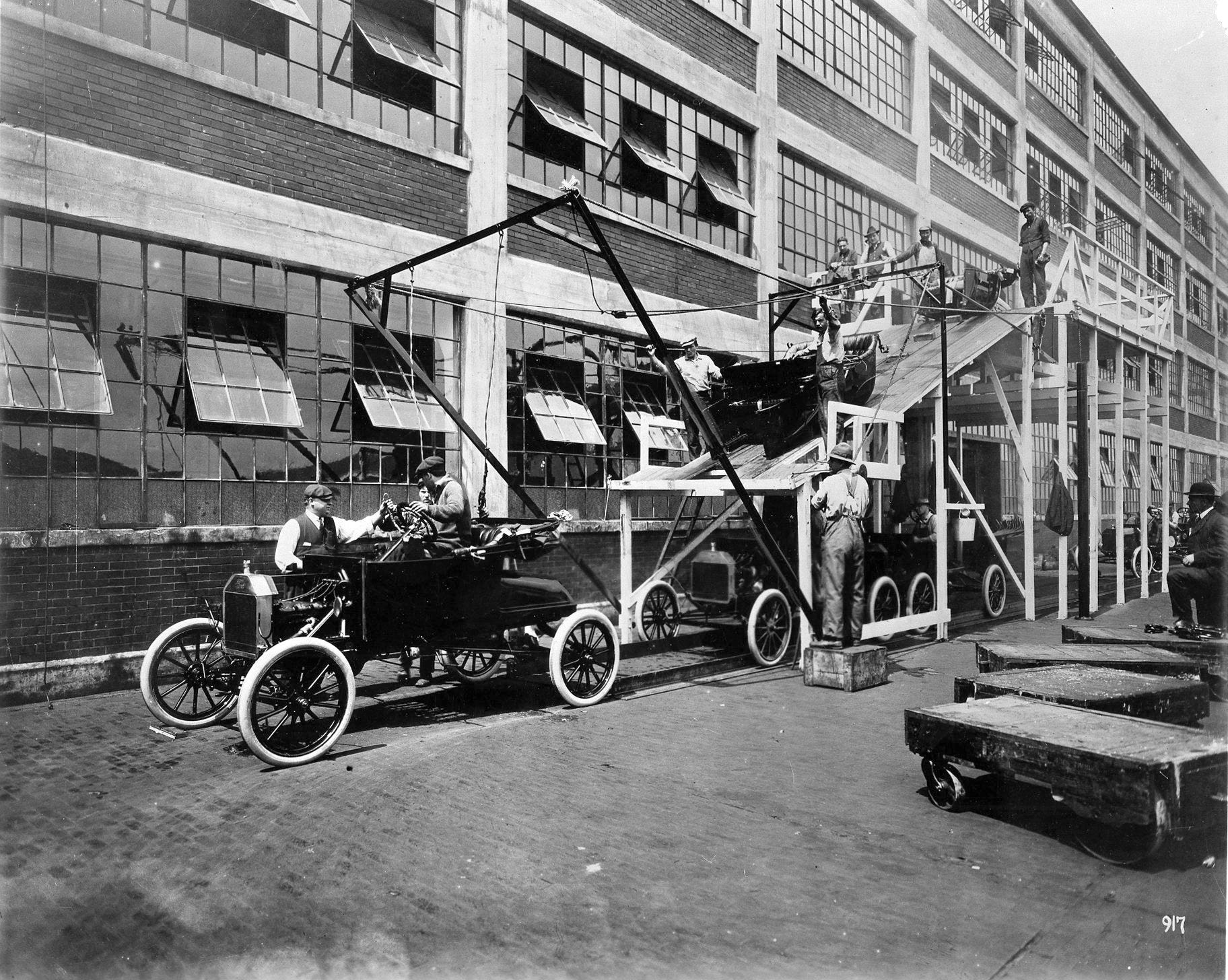
La fabrication de la Ford T

#### 1914
- 14 janvier : La première chaîne de montage est mise en service aux usines automobiles Ford.
- 3 juillet : en France, le Sénat adopte l'impôt sur le revenu auquel il s'opposait depuis son vote par l'Assemblée nationale en 1909.
- 3 août : inauguration du canal de Panama, terminé par les États-Unis

### Années 1920

#### 1921
- Hiver 1920-1921 : famine en Union soviétique.
- 17 mai: en Union soviétique, abolition du décret qui avait nationalisé les petites entreprises. Début de la NEP (Nouvelle politique économique), dont l'apogée sera en 1925.

#### 1922

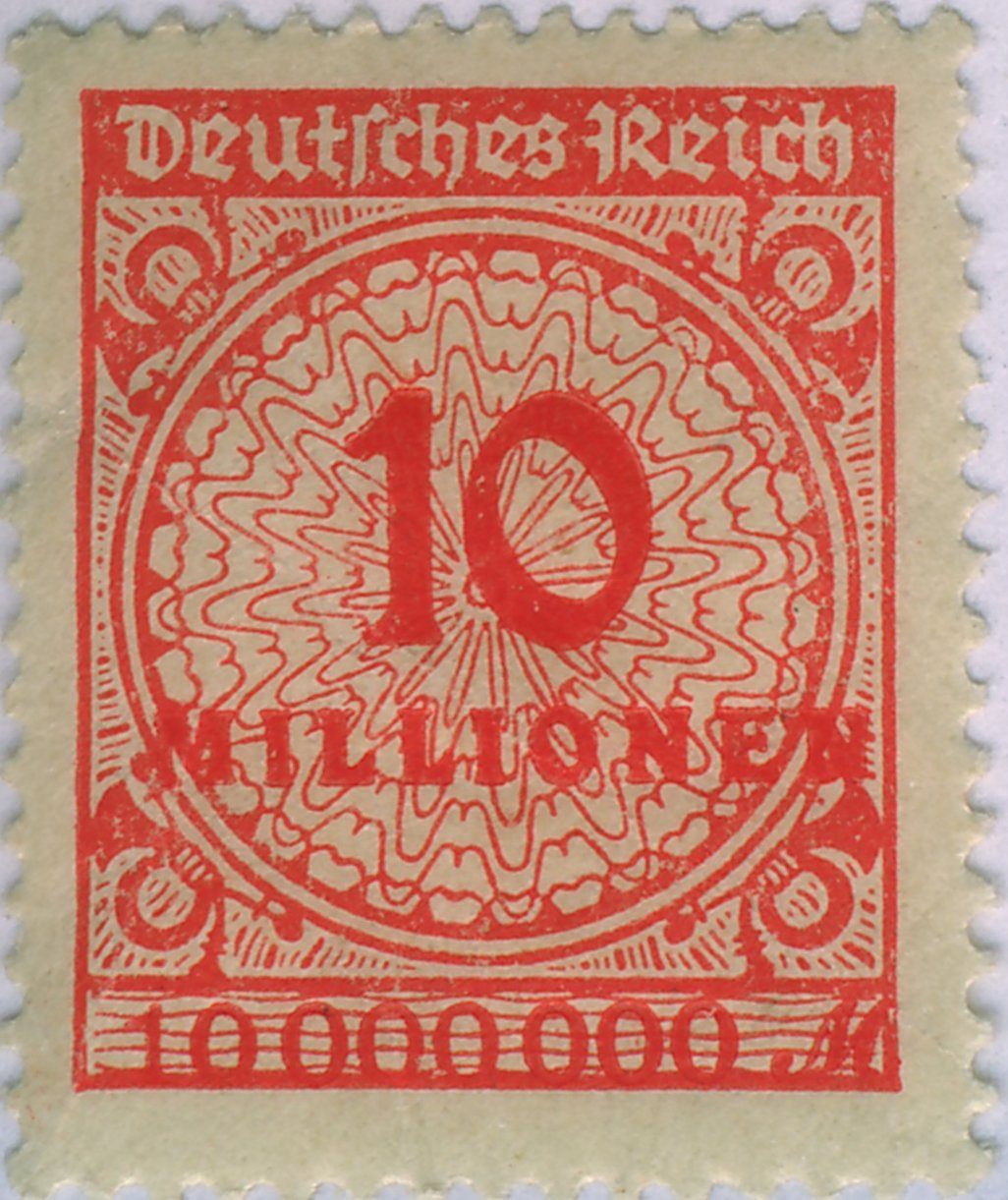
Timbre de 10000000 de Reichsmarks

- Les accords de Gênes sont signés. Ils sont destinés à rétablir l'ordre monétaire après la Première Guerre mondiale. Ils prévoient le retour à la convertibilité en or des monnaies.

#### 1923
- Novembre : apogée de l'hyper-inflation en Allemagne.

#### 1925
- éclatement de la bulle immobilière des années 1920 en Floride.

#### 1926
- 18 septembre : ouragan meurtrier en Floride, qui provoque l'éclatement de la bulle spéculative immobilière commencée en 1925.

#### 1928
- 13 juillet : en France, adoption de la loi Loucheur qui, pour faire face à la crise du logement, établit pour la première fois un programme de construction (260 000 logements entre 1928 et 1933) et les mesures propres à sa réalisation.

#### 1929

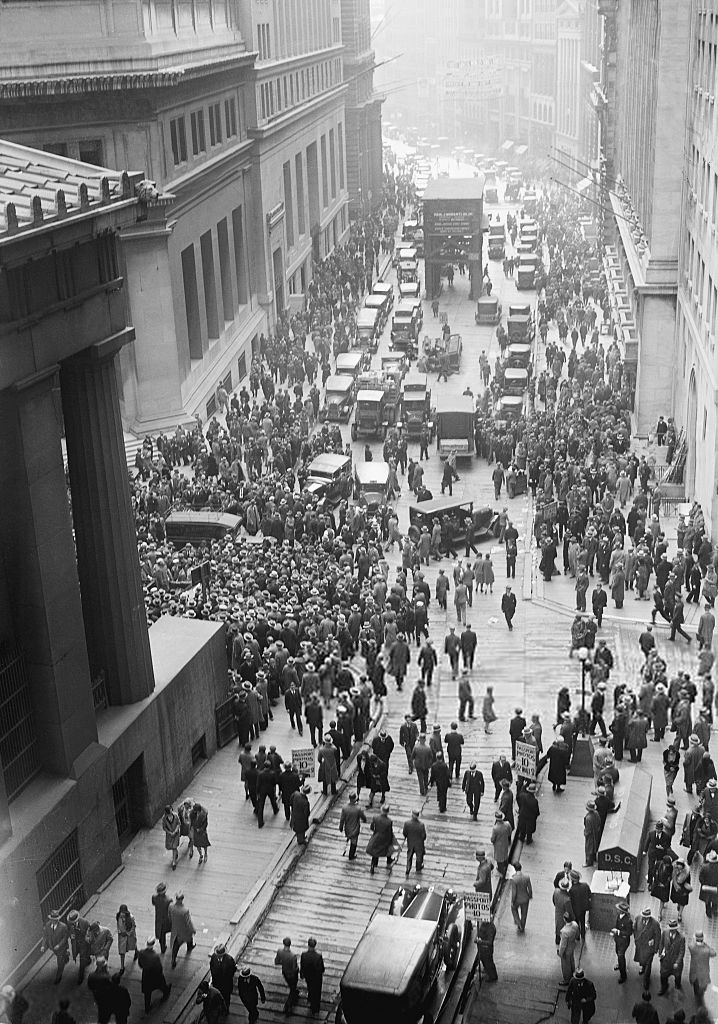
La foule devant le New York Stock Exchange après le krach

- 24 octobre : Krach de 1929 du New York Stock Exchange, qui entraîne une crise bancaire et précipite les États-Unis dans la Grande Dépression.
- 7 novembre : en Union soviétique, annonce publique de la collectivisation des terres, qui a déjà débuté par endroits.

### Années 1930

#### 1930
- 17 juin : aux États-Unis, promulgation de la Loi Hawley-Smoot instituant des droits de douane protectionnistes sur plus de 20 000 marchandises, qui causera une importante contraction du commerce international.

#### 1931
- 11 mai : faillite du Credit Anstalt à Vienne en Autriche.

#### 1933
- 6 mars : aux États-Unis, Bank Holiday, fermeture temporaire des banques décidée par Franklin Delano Roosevelt au lendemain de son investiture. Début du New Deal.
- 27 mai : aux États-Unis, entrée en vigueur du Securities Act de 1933, qui oblige les sociétés cotées à publier des comptes détaillés ("full disclosure") et crée la Securities and Exchange Commission.
- juin : aux États-Unis, adoption du Banking Act de 1933, dit Glass-Steagall Act, qui instaure entre autres :
  - La séparation entre les métiers bancaires
  - L'assurance fédérale des dépôts bancaires.

#### 1934
- Création de la Banque centrale du Canada.

#### 1935

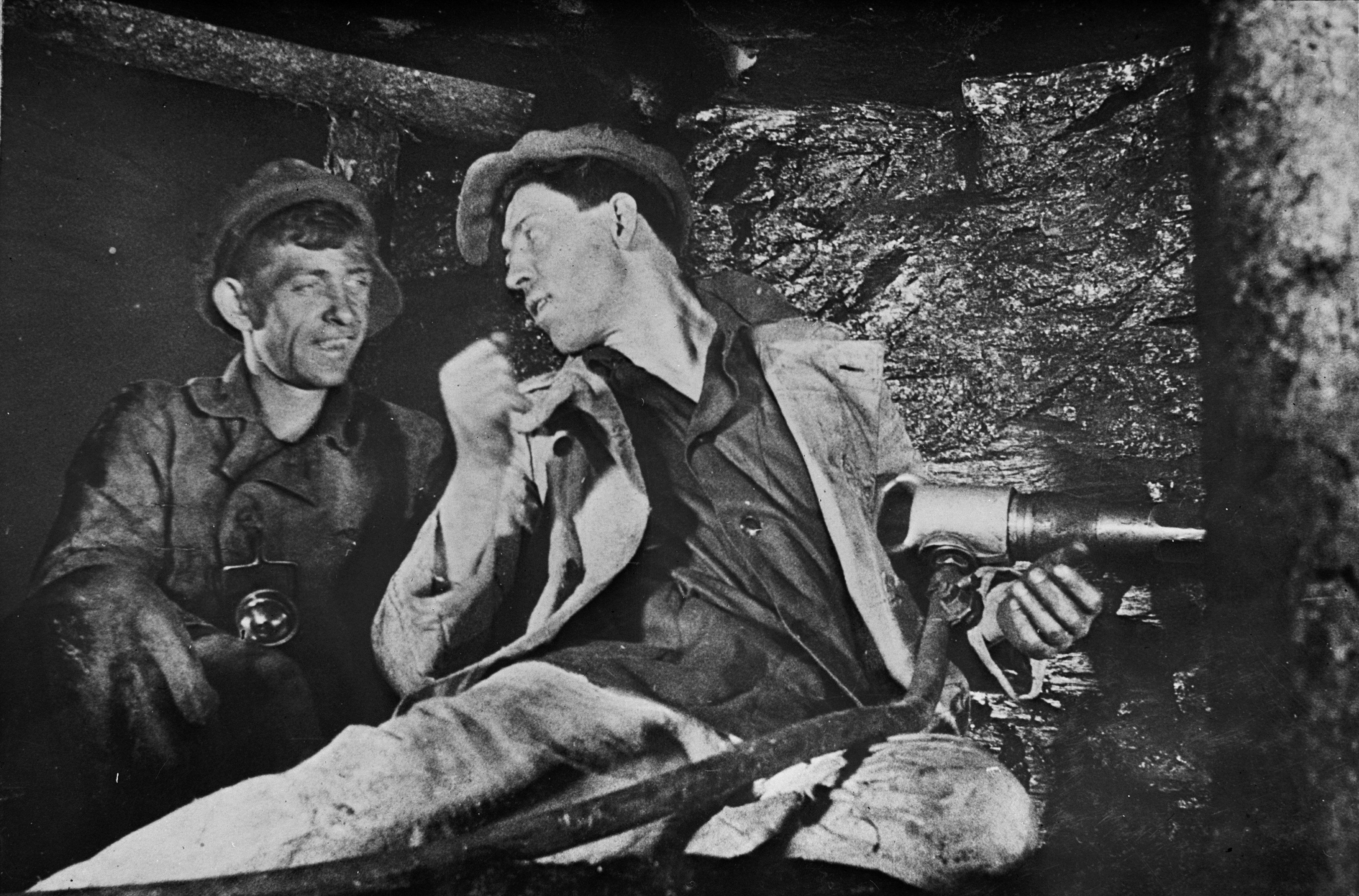
Stakhanov (à droite)

- 31 août : en Union soviétique, le mineur Alekseï Stakhanov « gagne » un concours de productivité organisé par le Komsomol.

#### 1936
- 25 mai : en France, début d'un vaste mouvement de grèves dans tous les secteurs, avec de nombreuses occupations d'usines.
- 7 juin : à Paris, signature des accords Matignon entre les syndicats, le patronat et le gouvernement.
- 11 et 12 juin : en France, lois sur les conventions collectives, les congés payés (2 semaines), la semaine de 40 heures.
- 24 juillet : réforme de la Banque de France
- 11 août : en France, loi sur la nationalisation des industries d'armement.
- 26 septembre : dévaluation de 30 % du franc français.
- Septembre : Transfert des 510 tonnes de réserves d'or de la Seconde République espagnole à l'Union soviétique

#### 1937
- 30 juin : dévaluation du franc français
- 31 août : en France, loi sur la nationalisation des chemins de fer et la création de la SNCF, effective au 1er janvier 1938.

### Années 1940

#### 1941
- 11 mars: signature de la loi Lend-lease, qui autorise le prêt, la vente, ou le don d'armements aux gouvernements amis des États-Unis.

#### 1942
- novembre : en Grande-Bretagne, publication du rapport gouvernemental sur l'assurance sociale et les domaines connexes commandé deux ans plus tôt à l'économiste William Beveridge, qui servira de base à l'établissement de l'État-providence après la guerre.

#### 1944

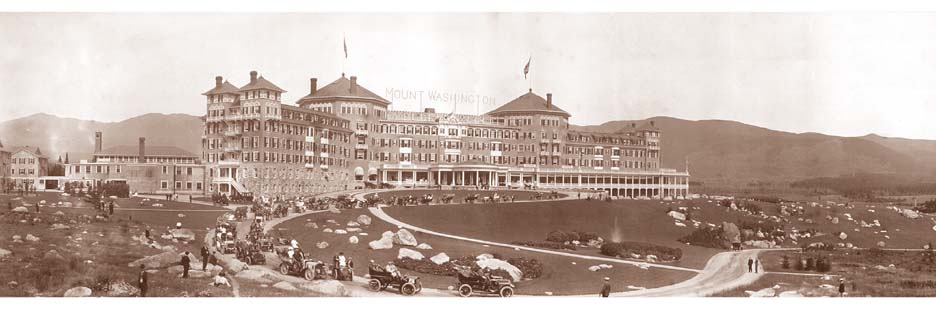
Le Mount Washington Hotel de Bretton Woods qui accueillera la conférence monétaire internationale du 1er au 22 juillet 1944

- 22 juillet : accords de Bretton Woods qui créent le système de l'Étalon de change or, dit Gold Exchange Standard, qui sera le système monétaire international en vigueur jusqu'en 1971, ainsi que la Banque mondiale et le Fonds monétaire international.
- 14 décembre : en France, nationalisation par ordonnance des houillères du Nord.

#### 1945
- 16 janvier en France, nationalisation par ordonnance pour collaboration avec l'ennemi, sans compensation financière, de Renault, qui devient une régie.
- 22 février : en France, ordonnance instituant les comités d'entreprise.
- 16 juin : en France, loi nationalisant les transports aériens.
- Loi nationalisant la Banque de France.
- 4 et 19 octobre : en France, institution de la Sécurité sociale.
- 18 octobre : en France, création du Commissariat à l'énergie atomique (CEA).
- 2 décembre : loi nationalisant les quatre plus grandes banques françaises.
- 21 décembre : en France, création du Commissariat au plan.

#### 1946
- 8 avril : en France, loi nationalisant le gaz et l'électricité.
- 25 avril : en France, loi nationalisant les onze plus importantes compagnies d'assurance.

#### 1947

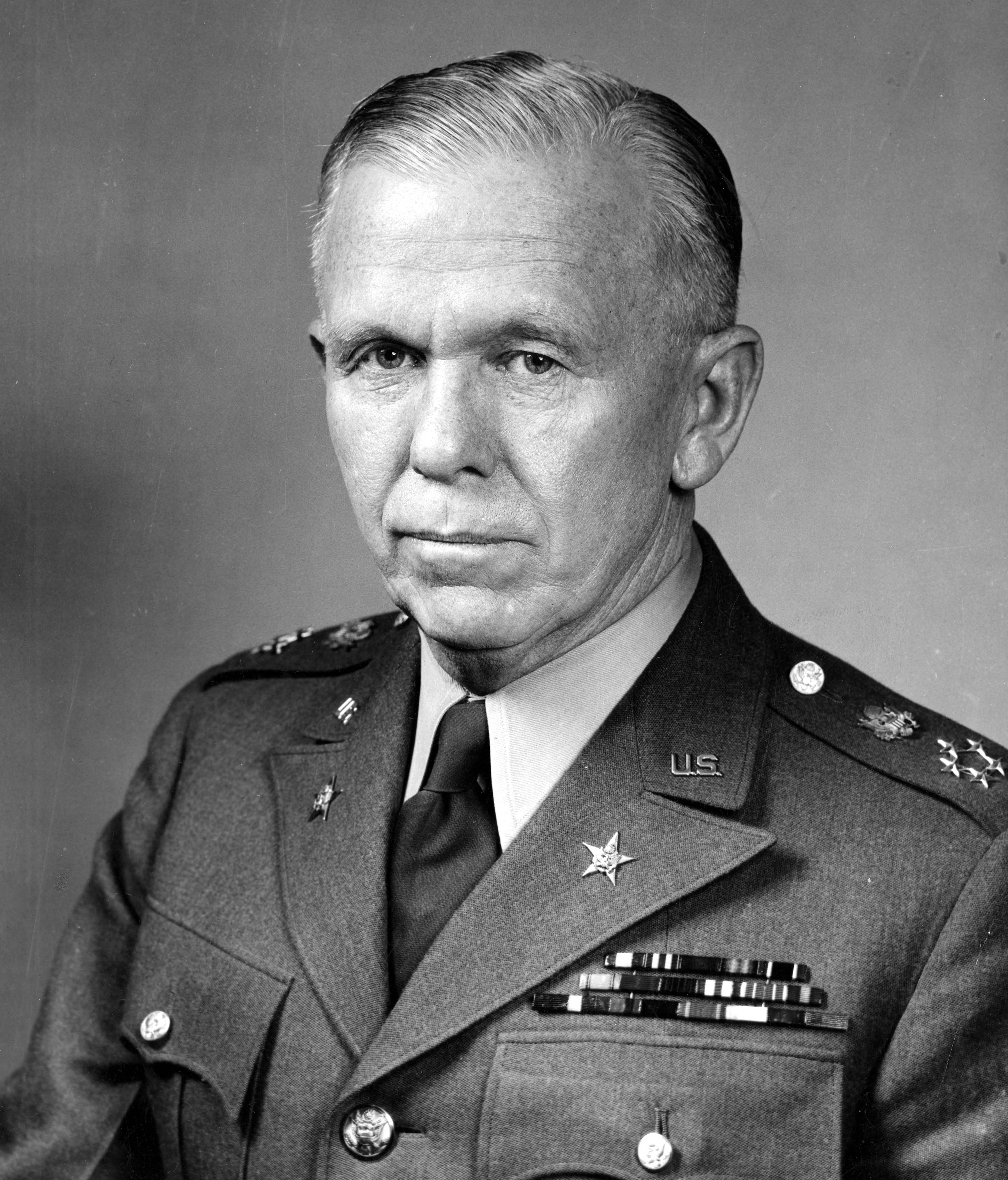
Le général George Marshall

- 5 juin : dans un discours à l'université Harvard, le général George Marshall, secrétaire d'État américain exposa la volonté du gouvernement des États-Unis de contribuer au rétablissement de l'Europe - voir : Plan Marshall.
- 30 octobre : signature de l'Accord général sur les tarifs douaniers et le commerce, dont le sigle anglais est GATT.

#### 1948
- 1er janvier :
- * Entrée en vigueur de l'Accord général sur les tarifs douaniers et le commerce, plus connu sous son acronyme anglais GATT.
- * Création du Benelux, union douanière entre la Belgique, le Luxembourg et les Pays-Bas.
- du 23 février au 16 juin : en France, nouvelle vague de nationalisations, mais d'une bien moindre ampleur que celles de 1945 et 1946.
- 1er mars : à Francfort, création de la Bank Deutscher Länder pour servir d'institut d'émission aux zones d'occupations occidentales en Allemagne.
- 31 mars : le Congrès américain approuve le plan Marshall.

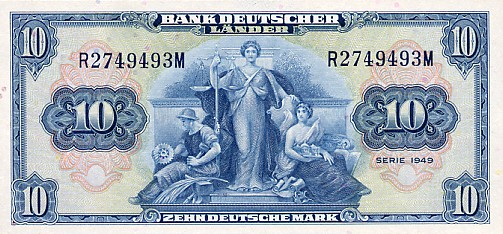
Billet de 10 DM

- 16 avril : création de l'OECE, Organisation européenne de coopération économique (qui deviendra, en 1961, l'OCDE) afin d'administrer le plan Marshall.
- 18 juin : à New York, Columbia Broadcasting System (CBS) présente le disque 33 tours.
- 21 juin : en Allemagne, l'armée américaine distribue les premiers Deutsche Marks. Début du Wirtschaftswunder (« miracle économique »).

#### 1949
- 25 janvier : création du Comecon, ou CAEM : Conseil d'aide économique mutuelle (organe d'"entraide" économique entre les pays communistes), rassemblant au départ l'URSS, la Bulgarie, la Hongrie, la Pologne, la Roumanie, et la Tchécoslovaquie.

### Années 1950

#### 1950

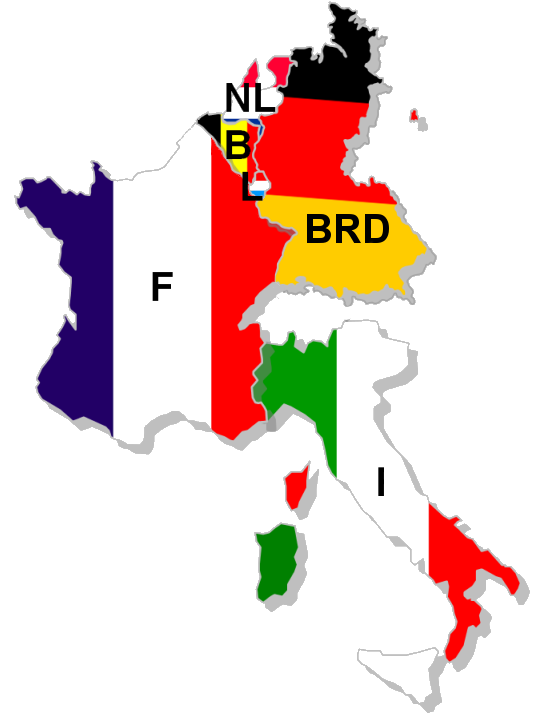
Les six pays adhérents à la communauté européenne du charbon et de l'acier.

- 11 février : en France, établissement du Salaire minimum interprofessionnel garanti (SMIG).
- 9 mai : Robert Schuman, ministre français des Affaires étrangères, lance l'idée d'une Communauté européenne du charbon et de l'acier (CECA).

#### 1952
- 23 juillet : entrée en vigueur du traité instituant la Communauté européenne du charbon et de l'acier.

#### 1953
- La société DuPont commercialise la première fibre synthétique en polyester. Première fibre textile synthétique.

#### 1954
- 10 avril : en France, première instauration d'une taxe sur la valeur ajoutée (TVA).
- 4 juillet : en Grande-Bretagne, fin du rationnement alimentaire, commencé le 8 janvier 1940.

#### 1955
- Avril : la conférence de Bandung marque l'entrée du tiers monde sur la scène internationale.

#### 1957
- 25 mars : signature du Traité de Rome, acte fondateur de la Communauté économique européenne (CEE).
- 1er août : en RFA, la Bundesbank remplace la Bank Deutscher Länder en tant que banque centrale.

#### 1958
- 1er janvier : entrée en vigueur du traité de Rome.
- mai : en République populaire de Chine, début du Grand Bond en avant, qui fera plusieurs dizaines de millions de morts.
- 27 décembre : en France, adoption par le Conseil des ministres du plan Pinay-Rueff d'assainissement financier avec une dévaluation de 17,5 % et la création du nouveau franc.

### Années 1960

#### 1960

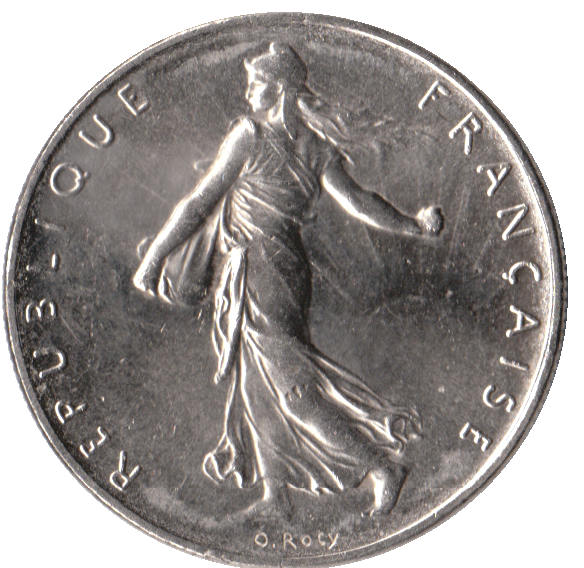
Pièce de un franc.

- 1er janvier : en France, introduction du nouveau franc.
- 14 septembre : création à Bagdad de l'OPEP par les 5 principaux pays exportateurs de pétrole d'alors : Arabie saoudite, Irak, Iran, Koweït, Venezuela.

#### 1961
- 14 janvier : création de la Politique agricole commune (PAC), qui entrera en vigueur le 1er janvier 1962, et du Fonds européen d'orientation et de garantie agricole (FEOGA).

#### 1962
- Indépendance de la Jamaïque dans le cadre du Commonwealth.
- krach boursier du 28 mai 1962, à la suite des déclarations de JFK sur les producteurs d'acier[1]

#### 1963
- juillet : introduction aux États-Unis de l'interest equalization tax, c'est-à-dire une retenue de 15 % sur les intérêts des obligations émis par des emprunteurs étrangers.
- 17 juillet : premier emprunt euro-obligataire, émis à Londres en dollars US sous la direction de la banque d'investissement SG Warburg, pour échapper à l'interest equalization tax.

#### 1966
- 24 juillet : en France, adoption de la loi sur les sociétés.

#### 1967
- 18 mars : le Torrey Canyon, un pétrolier géant, s'échoue sur des récifs proches de la Cornouaille britannique et laisse échapper une partie de ses 119 000 tonnes de pétrole brut (voir :Torrey Canyon).
- 16 mai : fin du Kennedy Round dans le cadre du GATT : baisse des tarifs douaniers de 40 % pour cinquante pays.
- 13 juillet : en France, création de l'Agence nationale pour l'emploi.
- 17 août : Ordonnances sur l'intéressement des salariés aux bénéfices de l'entreprise. La participation des salariés aux fruits de l'expansion devient obligatoire dans les entreprises de plus de 100 salariés, par la création du Plan d'épargne d'entreprise (PEE).

### Années 1970

#### 1970
- 8 octobre : Rapport Werner, qui fournit un plan d'unité monétaire européenne pour 1980. Ce plan, adopté par la Commission européenne, ne sera pas mis en œuvre à cause de l'éclatement du système monétaire international décidé unilatéralement en août 1971 par les États-Unis.

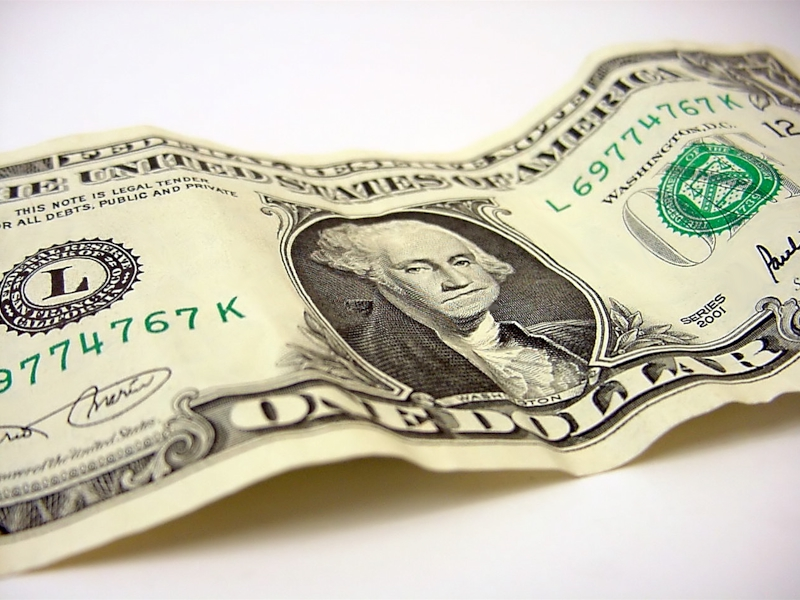
Billet d'un dollar des États-Unis

#### 1971
- 15 août : suspension unilatérale par les États-Unis de la convertibilité en or du dollar US.
- 18 décembre : accords de Washington, aussi appelés accords du Smithsonian, établissant des parités fixes entre les devises et des marges de fluctuation.

#### 1972
- 9 janvier - 28 février : en Grande-Bretagne, une grève des mineurs paralyse le pays.
- janvier : publication du rapport du Club de Rome Halte à la croissance.
- Instauration en France de l'encadrement du crédit.
- 26 septembre : annonce du blocage des prix et des salaires en Grande-Bretagne.

#### 1973
- 1er janvier : adhésion à la CEE du Danemark, du Royaume-Uni et de l'Irlande.
- 13 février : dévaluation de 10 % du dollar US, qui se révèle insuffisante.
- 4 mars : instauration des changes flottants, encore en vigueur, qui cause l'apparition des marchés financiers modernes.
- 1er avril : introduction de la TVA en Grande-Bretagne en remplacement d’impôts indirects.
- mai : début de l'engagement des banques dans des activités internationales dans lesquelles elles se mettent à prendre des positions spéculatives sur le marché des changes. Cela conduira plusieurs d’entre elles au dépôt de bilan.
- 13 juin : gel des prix aux États-Unis.
- 29 juin : nouvelle réévaluation du deutschemark de 5,5 %.
- 12 septembre : début du Tokyo Round du GATT, qui durera jusqu'en 1979.
- 17 octobre : premier choc pétrolier : embargo par les pays arabes sur les livraisons de pétrole à destination des États occidentaux.
- 2 novembre : en France, mesures « antihausse » (notamment blocage des marges de distribution de certains produits alimentaires). Elles entraîneront une journée de grève générale des petits commerçants le 15 novembre.
- 5 décembre : en France, adoption par le conseil des ministres des mesures destinées à combattre l'inflation.
- 8 décembre : conférence des ministres de l’énergie des pays arabes exportateurs de pétrole, au Koweït, qui confirment la poursuite du programme de rétention pétrolière.
- 13 décembre : annonce de la semaine de trois jours dans l’industrie britannique.
- 23 décembre : réunion de l’OPEP à Téhéran qui se termine par l’annonce d’une nouvelle hausse du prix du baril de pétrole, qui est porté à 11,65 dollars. Cela correspond à un quasi-quadruplement des prix en trois mois.

#### 1974
- 1er janvier : aux États-Unis, abrogation de l’Interest equalization tax, ou taxe de péréquation, instaurée en 1963 (cf supra), qui avait causé la naissance de l'euromarché et accéléré la sortie de capitaux hors du pays. Fin du contrôle des mouvements de capitaux.
- 19 janvier : sortie du franc français du Serpent monétaire.
- 5 février - 11 mars : en Grande-Bretagne, une grève des mineurs paralyse le pays.
- 18 mars : la plupart des pays de l'OPEP mettent fin à l'embargo pétrolier envers les pays occidentaux, qui aura duré 5 mois.
- 26 juin : faillite de la banque allemande Herstatt, qui provoque une grave crise de fonctionnement du marché des changes.
- 4 septembre : aux États-Unis, entrée en vigueur de l'Employee Retirement Income Security Act (ERISA), qui donne un cadre légal aux plans de retraite d'entreprise et généralise la retraite par capitalisation.
- 5 décembre : le conseil de la Bundesbank décide de publier désormais un objectif annuel de croissance de la masse monétaire. C'est la première application concrète du monétarisme par une banque centrale dans le monde.

#### 1975
- 28 février : Convention de Lomé (Lomé I) entre la CEE et 35 pays ACP.
- 1er mai (May day) : suppression des commissions fixes sur les marchés de valeurs mobilières à New York.
- 5 juin : réouverture du canal de Suez.

#### 1976
- 8 janvier : les accords de la Jamaïque mettent un terme définitif au système monétaire de parités fixes mais ajustables, et consacrent les changes flottants.
- 15 décembre : la Grande-Bretagne est contrainte de recourir aux prêts du FMI.

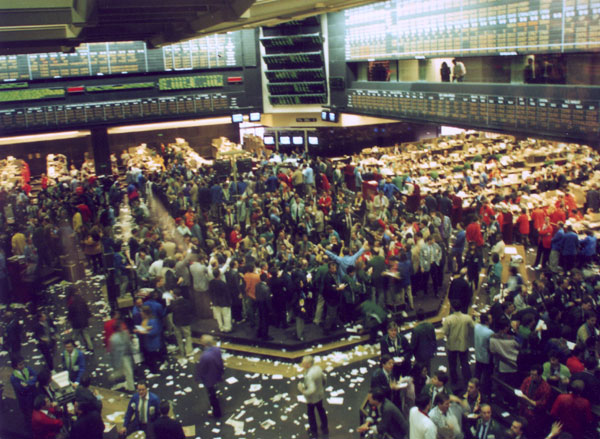
Pit de cotation au Chicago Board of Trade

#### 1977
- août : ouverture du premier contrat à terme sur emprunts d'État américains au Chicago Board of Trade.

#### 1978
- 16 mars : naufrage du pétrolier Amoco Cadiz au large de la Bretagne.
- 8 septembre : émeutes à Téhéran, violemment réprimées. Début de la révolution iranienne, qui s'achèvera par la fuite du Shah le 16 janvier 1979, et donc début du deuxième choc pétrolier. Sous les effets conjugués de la révolution iranienne et de la guerre Irak-Iran, le prix du pétrole sera multiplié par 2,7 entre la mi-1978 et 1981.
- 27 octobre : entrée en vigueur aux États-Unis du Humphrey-Hawkins Full Employment Act (en), qui reformule les objectifs de la banque centrale américaine en matière de politique monétaire :
- * Un taux d'emploi maximum ;
- * Des prix stables ;
- * Des taux d'intérêt à long terme peu élevés.
- décembre : en République populaire de Chine, Deng Xiaoping lance le programme des « quatre modernisations » (industrie et commerce, éducation, organisation militaire et agriculture) en remplacement de la lutte des classes.
- 18 décembre : en Grande-Bretagne, grève des chauffeurs routiers. Début du « Winter of discontent », spectaculaire collection de mouvements sociaux qui va gagner en janvier l'ensemble des services publics (ambulanciers, éboueurs, fossoyeurs, etc.).

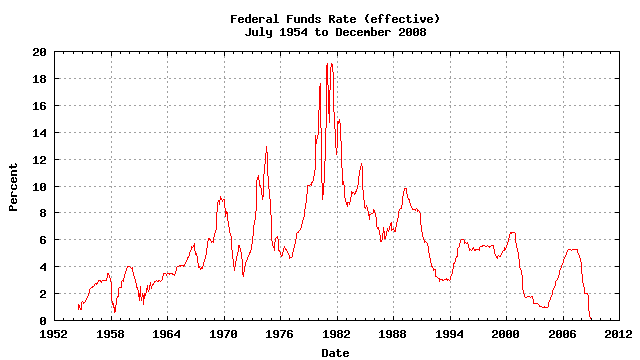
Taux au jour-le-jour du marché monétaire américain (dits "Fed Funds") de 1954 à 2004

#### 1979
- 13 mars : création du Système monétaire européen (SME).
- octobre : Forte hausse des taux au jour-le-jour du marché monétaire américain, les Fed Funds, décidée par la banque centrale américaine pour, au prix d'une sévère récession, mettre un terme à la forte inflation des années 1970.
- 31 octobre : Convention de Lomé II entre la CEE et des pays ACP.

### Années 1980

#### 1980
- 22 septembre : début de la guerre Iran-Irak. Le prix du baril de pétrole atteint 39 dollars soit, en tenant compte de l'inflation, l'équivalent de 92,50 dollars de septembre 2005.

#### 1981

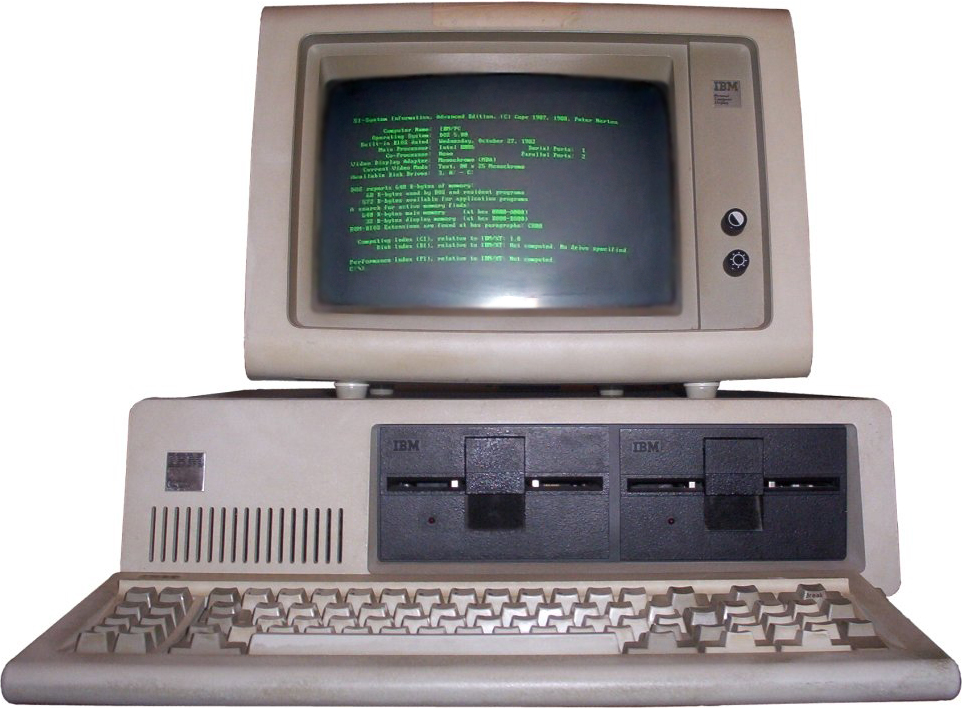
IBM PC 5150

- 1er janvier : adhésion de la Grèce à la CEE.
- 12 août : lancement du PC d'IBM.
- 26 octobre : en France, projet de loi sur les nationalisations, qui entrera en vigueur le 13 février 1982.

#### 1982
- 13 août : Défaut de paiement du Mexique, qui déclenche la grave crise (bancaire) mondiale de l'endettement des PVD, qui ne sera résolue qu'en 1989 avec le plan Brady (cf. obligation Brady).

#### 1984
- 17 mai : aux États-Unis, faillite de l'importante banque de dépôt Continental Illinois.
- 8 décembre : accords de Lomé III entre la CEE à 10 et 60 pays ACP.
- Changement de régime financier en France. Libéralisation de l'économie, à la suite de la crise de l'économie d'endettement.

#### 1985
- Début de la crise des Savings and loans aux États-Unis, qui culminera en 1989.
- mai: en France, première émission d'obligations assimilables du Trésor (OAT) - modernisation de la dette de l'État.
- 22 septembre : Accords du Plaza, signés à l'hôtel Plaza de New York, par lesquels les pays du G7 (moins le Canada et l'Italie) s'entendent publiquement pour intervenir sur le marché des changes et organiser un repli du dollar US.
- 21 novembre : panne informatique à la Bank of New York qui provoque une grave crise de fonctionnement des marchés financiers américains.

#### 1986
- 1er janvier : Adhésion de l'Espagne et du Portugal à la CEE.
- 12 février : signature à Canterbury du traité franco-britannique pour la construction et l'exploitation du tunnel sous la Manche.
- 28 février : signature de l'Acte unique européen qui élargit les compétences de la CEE et prépare le Marché unique de 1993.
- 26 avril : explosion de la centrale nucléaire de Tchernobyl, URSS.
- mi-1986 : victimes de la surproduction, les prix du pétrole brut tombent en dessous de 10 dollars le baril.
- 2 juillet : en France, adoption de la loi sur les privatisations.
- 27 octobre : en Grande-Bretagne, libéralisation en profondeur des marchés financiers, dite Big Bang, qui entre autres abolit les commissions fixes et permet aux entreprises financières d'exercer plusieurs métiers.
- 1er décembre : en France, abandon du contrôle des prix.

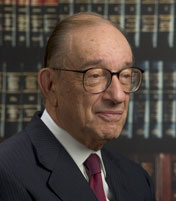
Alan Greenspan

#### 1987
- En France, fin de l'encadrement du crédit, en vigueur depuis 1972.
- 22 février : les pays du G7, moins l'Italie, signent à Paris les accords du Louvre, destinés à enrayer la baisse du dollar US.
- 1er juillet : entrée en vigueur de l'Acte unique européen qui a pour objectif de mener à terme la réalisation du marché intérieur avant fin 1992, "espace sans frontières intérieures dans lequel la libre circulation des marchandises, des personnes, des services et des capitaux est assurée".
- 11 août : nomination d'Alan Greenspan à la tête de la Réserve fédérale des États-Unis.
- 19 octobre : krach d'octobre 1987 du marché obligataire puis des marchés d'actions et intervention publique de la Réserve fédérale des États-Unis en tant que prêteur en dernier ressort.

#### 1988
- 15 juin 1988 : création de l'indice boursier CAC 40 représentatif des actions cotées à Paris (avec une valeur de 1000 points calculée rétroactivement au 31/12/1987).
- juillet : accords de Bâle sur les fonds propres bancaires (ratio Cooke, etc.)  [PDF].

#### 1989
- mars: annonce du plan Brady de restructuration de la dette des PVD en défaut de paiement (en) .
- 23 mars : naufrage du pétrolier Exxon Valdez en Alaska.

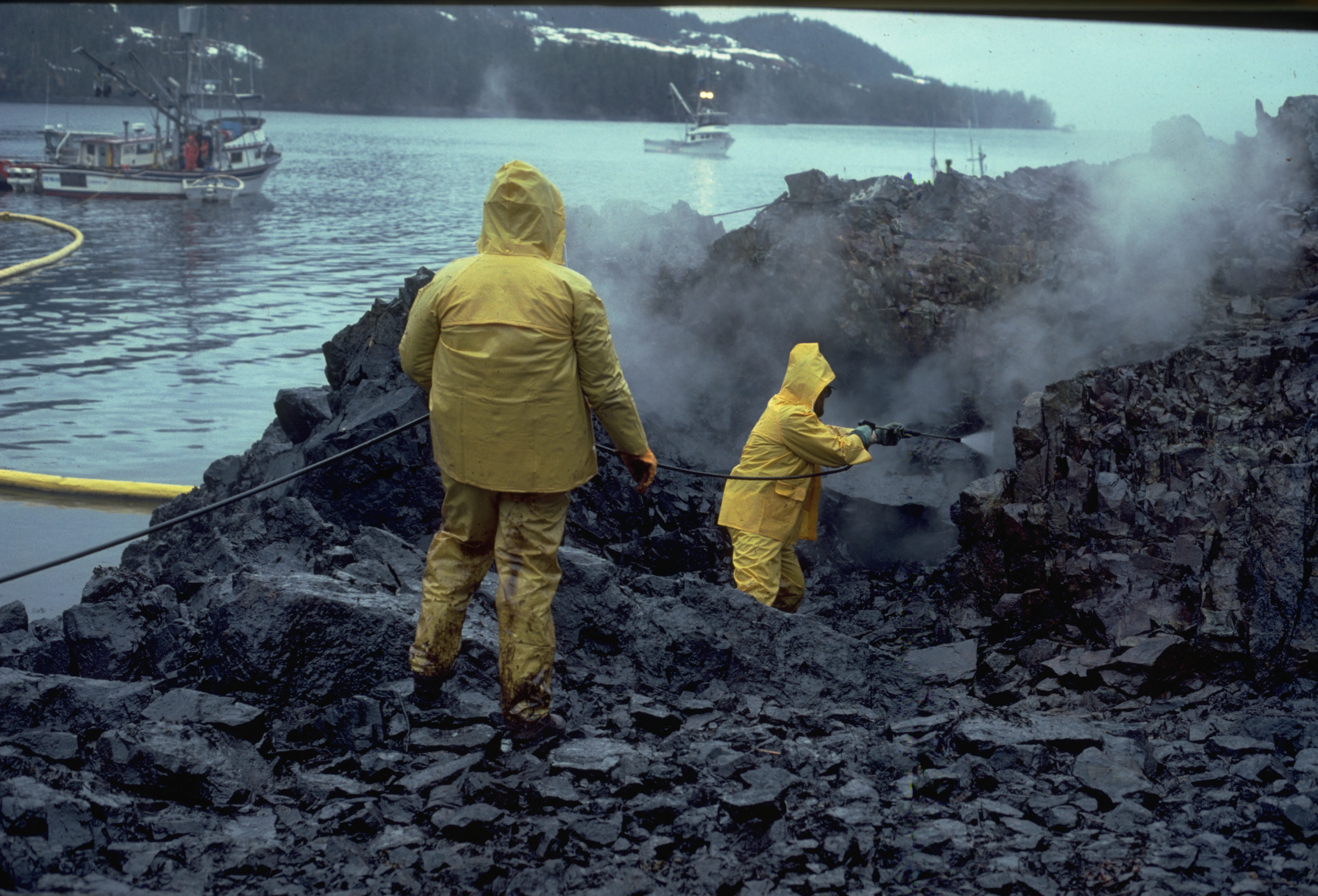
Nettoyage après le naufrage de l'Exxon Valdez

- automne : apogée de la crise des junk bonds aux États-Unis.
- 9 novembre : chute du Mur de Berlin. Au cours des mois suivants, les pays du bloc communiste deviennent des économies de transition.
- décembre : début de l'hyper-inflation en Argentine. En 1990, le taux d'inflation sur l'année sera de 3 000 %.
- 29 décembre : apogée de la bulle japonaise avec un plus haut en séance à 38 957,44 pour l'indice Nikkei.

### Années 1990

#### 1990
- 13 février : à New York, faillite de la banque d'investissement Drexel, Burnham, Lambert
- 1er juillet :
- * La libre circulation des capitaux devient effective dans la CEE ;
- * L'union économique et monétaire entre la République démocratique allemande et la République fédérale d'Allemagne entre en vigueur.
- 2 août : l'Irak envahit le Koweït. Un bref choc pétrolier favorise une récession aux États-Unis.

#### 1991
- avril : en Argentine, pour lutter contre l'hyper-inflation qui sévit depuis 1989, instauration du Plan de convertibilité, qui comporte une parité fixe peso/dollar et la création d'un currency board.
- 5 juillet : fermeture par la Banque d'Angleterre de la Bank of Credit and Commerce International (BCCI) pour diverses fraudes et activités criminelles.
- octobre : début de la crise bancaire suédoise.
- 5 novembre : mort mystérieuse en mer de Robert Maxwell, dont on découvre rapidement qu'il avait détourné les avoirs des fonds de retraite de ses employés pour soutenir artificiellement les cours des actions de ses entreprises.

#### 1992
- du 16 au 28 août : l'ouragan Andrew (Ouragan Andrew) ravage le Sud-Est des États-Unis. Il restera la catastrophe naturelle la plus chère subie par le pays, jusqu'à l'ouragan Katrina en 2005.
- Septembre : crise du Système monétaire européen (SME) à l'occasion du référendum français sur le traité de Maastricht du 20 septembre. Le 13 septembre, la lire italienne est dévaluée puis, le 16 septembre, la lire italienne et la livre sterling doivent toutes les deux quitter le SME, tandis que la peseta est dévaluée de 5 %. Après le 20 septembre, une attaque spéculative de grande ampleur échoue contre le franc français.

#### 1993
- 19 juillet : en France, adoption de la loi de privatisation qui concerne une vingtaine d'entreprises.
- 1er août: sur le marché des changes, une nouvelle attaque spéculative contre le franc français réussit cette fois-ci. Pour décourager la répétition de ce type d'événements, les marges de fluctuation au sein du Système monétaire européen sont élargies considérablement.
- 8 novembre : Jean-Yves Haberer, président directeur-général du Crédit lyonnais depuis septembre 1988 est forcé de quitter son poste, alors que la banque est - bien que cela ne soit pas apparent dans ses comptes - en quasi-faillite.

#### 1994
- 1er janvier : entrée en vigueur de l'Alena (Accord de libre-échange nord-américain) entre les États-Unis, le Mexique et le Canada.
- 3 février : les États-Unis lèvent l'embargo commercial sur le Viêt Nam.
- 15 avril : signature de l'accord de Marrakech qui fonde l'Organisation mondiale du commerce.
- 19 mai : ouverture du tunnel sous la Manche.
- 15 décembre : lancement du Netscape Navigator, premier navigateur internet grand-public.
- 20 décembre : forte baisse du peso mexicain - début de la crise mexicaine de 1994.

#### 1995
- 1er janvier :
- * adhésion de l'Autriche, de la Finlande et de la Suède, qui porte à quinze le nombre de pays membres de la CEE.
- * début du Mercosur (acronyme espagnol de « Marché commun de l'Amérique du Sud »).
- 17 janvier : important tremblement de terre à Kobe.
- 26 février : annonce de la faillite de fait de la banque Barings.
- 24 novembre : en France, début d'une grève des cheminots qui se transformera en vaste mouvement social contre la politique du gouvernement, avec une grève totale de la Fonction publique jusqu'au 18 décembre.
- 28 novembre : en France, loi créant le Consortium de réalisation, structure de cantonnement des actifs problématiques du Crédit lyonnais.
- 15 décembre : sommet européen de Madrid, fixant le passage à la monnaie unique (Euro) pour le 1er janvier 1999.

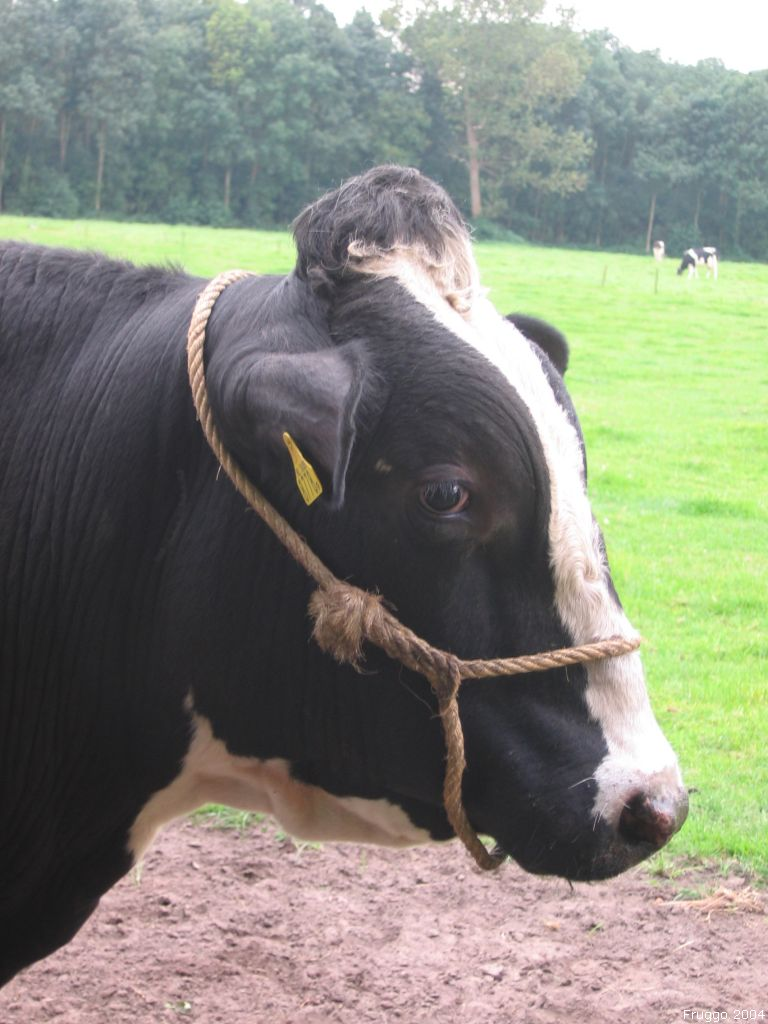
1996 : crise de la vache folle

#### 1996
- 27 mars : embargo de l'UE sur les ventes de viande bovine britannique, à la suite de la maladie de la vache folle (encéphalopathie spongiforme bovine), début d'une crise européenne sur le thème du principe de précaution.
- 21 septembre : accord sur le « Pacte de stabilité » européen, par lequel les pays candidats à la monnaie unique s'engagent à respecter une discipline monétaire rigoureuse.
- 24 novembre : la lire italienne réintègre le SME quitté depuis 1992.
- 9 décembre : première réunion de l'OMC, à Singapour.

#### 1997
- 2 juillet : flottaison du bath thaïlandais. Début de la crise économique asiatique.
- 11 décembre : fin du sommet de Kyoto sur l'environnement.

#### 1998
- 17 août : défaut de la Russie.
- 23 septembre : sauvetage en catastrophe organisé par la Federal Reserve Bank de New York et réalisé par les principales banques d'investissement, du hedge fund Long Term Capital Management, détenteur de plus de 100 milliards de dollars de positions sur les marchés obligataires, en quasi-faillite.

#### 1999
- 1er janvier : introduction de l’euro, seulement comme monnaie scripturale.
- 12 novembre : aux États-Unis, Financial Services Modernization Act, dit Gramm-Leach-Bliley Act, qui annule le Glass-Steagall Act de 1933 organisant notamment la séparation des métiers bancaires. Cette législation est adoptée juste à temps pour permettre la fusion constitutive de Citigroup.

## XXIesiècle

### Années 2000

#### 2000
- mars : sommet de la bulle Internet.
- 20 novembre : début de la crise financière turque.
- 4 septembre 2000 : plus haut historique du CAC 40 avec 6 922,33 points.

#### 2001
- 18 janvier et 19-20 mars : la Californie est privée d'électricité (cf : Crise de l'énergie en Californie), à la suite d'une déréglementation partielle et asymétrique du marché de l'énergie.
- février : abandon de l'ancrage au dollar US de la livre turque, qui perd 50 % de sa valeur.
- 11 septembre 2001 : attaque terroriste à New York, avec des conséquences multiples. De nombreuses compagnies aériennes vont subir de graves difficultés financières en 2001 et 2002.
- 21 juillet : faillite de l'opérateur américain de télécommunications américain WorldCom. Une enquête de la Securities and Exchange Commission est ouverte depuis le 26 juin sur les comptes de l'entreprise.
- Novembre 2001 : début de la crise économique argentine
- 2 décembre: faillite d'Enron, à la suite de la découverte d'importantes dissimulations comptables.

#### 2002

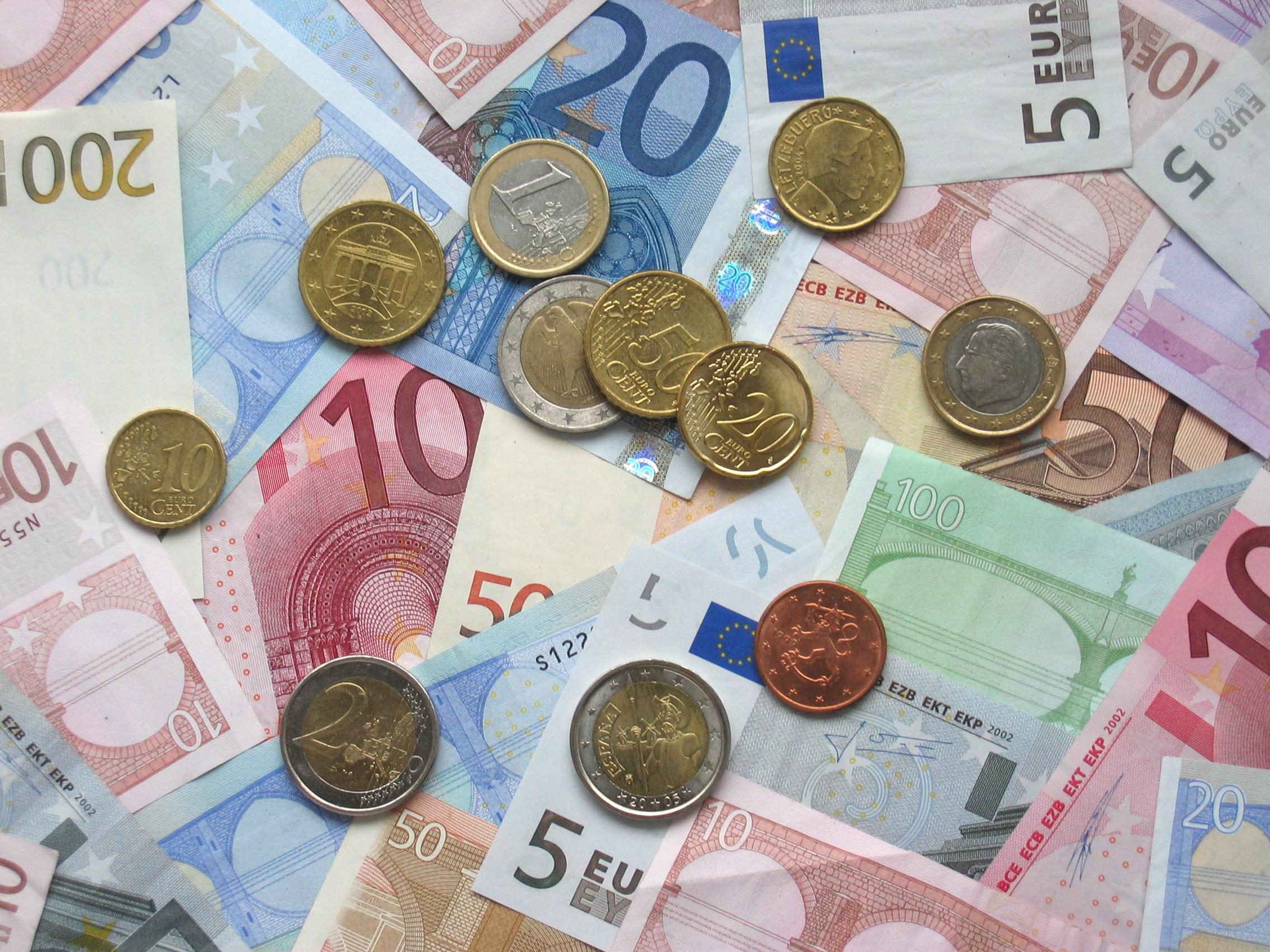
L'euro en tant que monnaie fiduciaire entre en vigueur le 1er janvier 2002.

Début janvier 2002 : introduction de la monnaie unique européenne (l'euro) billets et pièces

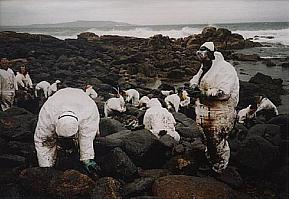
Volontaires nettoyant la côte de Galice en mars 2003 après le naufrage du Prestige

- 15 juin : à Houston aux États-Unis, condamnation pour « faits criminels » dans l'affaire Enron de la firme multinationale d'expertise comptable Arthur Andersen, qui n'a d'autre issue légale que de se liquider. La condamnation sera annulée en mai 2005 par la Cour suprême des États-Unis.
- 30 juillet : entrée en vigueur aux États-Unis de la loi Sarbanes-Oxley (Public Company Accounting Reform and Investor Protection Act of 2002, voir : Sarbanes-Oxley Act (en)) adoptée en réponse aux scandales Enron et Worldcom et qui criminalise les manipulations comptables.
- 27 octobre : élection présidentielle au Brésil. Dès le printemps, la perspective d'une victoire de Lula crée un important mouvement de panique chez les détenteurs de dette brésilienne Ce mouvement, a posteriori infondé, culminera en octobre.
- 13 novembre : naufrage du pétrolier Prestige au large de la Galice.

#### 2003
- 5 mars : France Telecom annonce des pertes records de 20,7 milliards d'euros.
- 8 mars : Vivendi Universal annonce des pertes records de 23,3 milliard d'euros.
- 24 décembre : en Italie, dépôt de bilan de Parmalat à la suite de malversations comptables gigantesques.

#### 2004
- 1er mai : élargissement de l'Union européenne, qui passe de 15 à 25 membres.
- 26 juin : publication des conclusions du Comité de Bâle sur les risques bancaires, dites Bâle II.

#### 2005
- 16 février : entrée en vigueur du protocole de Kyoto.
- 25 août : l'ouragan Katrina dévaste le Sud-Est des États-Unis. Son coût est généralement estimé à plus de 100 milliards de dollars, ce qui en ferait la catastrophe naturelle la plus chère de l'histoire américaine, loin devant l'ouragan Andrew de 1992. Pour plus de détails, voir Impact économique de l'ouragan Katrina.

#### 2006
- 1er janvier : En France, entrée en vigueur de la Loi organique relative aux lois de finances, ou LOLF, qui change la structure du budget de l'État.
- 27 janvier : Le numéro un mondial de l'acier, Mittal Steel, lance une OPA hostile sur le groupe européen Arcelor pour un montant de 18,6 milliards d'euros. En cas de succès de l'opération, la fusion des deux sociétés créerait un géant de l'acier avec une production annuelle de plus de 100 millions de tonnes, employant 320 000 salariés et détenant 12 % du marché mondial de l'acier.
- 31 janvier : Fin du mandat d'Alan Greenspan à la tête de la Réserve fédérale des États-Unis, remplacé par Ben Bernanke.

#### 2007
- 1er janvier : application aux banques de l'Union européenne des conclusions, dites Bâle II, du comité de Bâle sur la réglementation prudentielle.
- Le monde serait, selon les estimations[réf. nécessaire], en train de vivre entre 2007 et 2011 le pic pétrolier mondial : au conditionnel comme un alpiniste en train de gravir une montagne ne saurait en évaluer le sommet.
- 20 septembre : les bourses américaines et japonaises réalisent un record historique : le nikkei culmine à 16 353,97 points et le Dow Jones à 13 680,19 points.
- Fin de l'été et automne : crise des subprimes, et début d'un ralentissement économique mondial.

#### 2008
La crise financière de 2008 se généralise.